# Tursi
Tursi (Turse in dialetto tursitano) è un comune italiano di 4 720 abitanti della provincia di Matera in Basilicata, elevato a città con decreto del presidente della Repubblica Carlo Azeglio Ciampi il 4 maggio 2006. Nel comune vi ha sede la comunità montana Basso Sinni.
Il centro urbano si è sviluppato a cominciare dal V secolo nell'intorno del castello, nel 1561 era tra i più popolosi e nel 1601 era la città della provincia del regno con il maggior numero di fuochi, ne contava 1799, prima di Melfi 1772, Venosa 1095, Potenza 1082 e Tricarico 1073.
Nel 968, in epoca bizantina, Tursi divenne capoluogo del thema di Lucania, e sede vescovile di rito greco. Dall'inizio del XVIII secolo e fino alla riforma borbonica del 1816 (eccetto che nel 1799, quando fu annesso al dipartimento del Crati, ossia alla Calabria cosentina), Tursi è stato il primo dei quattro ripartimenti dell'allora provincia di Basilicata, vi aveva sede il regio percettore di Basilicata e i suoi confini, estesi fino al mar Ionio, comprendevano la torre di Trisaja, a sud della foce del fiume Sinni, una delle sette torri costiere del Regno di Napoli a protezione della costa jonica lucana.

## Geografia fisica

### Territorio

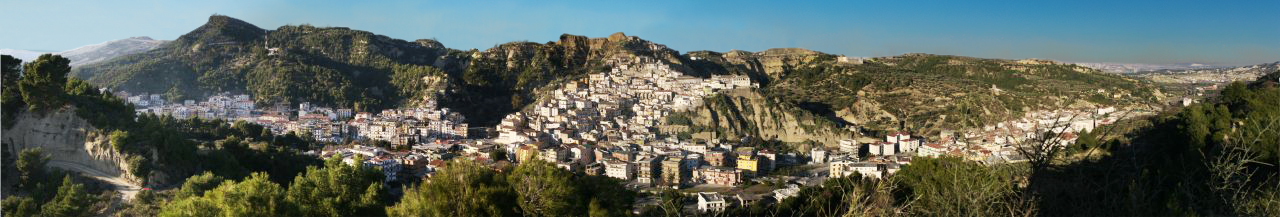
Vista longitudinale di Tursi.

Il territorio tursitano, di prevalenza collinare, confina a nord col fiume Agri e con il comune di Montalbano Jonico, a est con il comune di Policoro, a sud con il fiume Sinni e i territori di Rotondella, mentre a ovest con i territori di Sant'Arcangelo, Colobraro e Stigliano. Il settore urbano presenta un'altitudine che varia dai 346 m s.l.m. del vecchio centro storico che gravita attorno al castello, ai 210 m s.l.m. della moderna piazza Maria SS di Anglona, ai 170 m s.l.m. dei rioni più in basso.
Il nucleo abitativo del centro storico (Rabatana) è difeso naturalmente da tre voragini, di oltre cento metri, di origine franosa; il "fosso della Palmara" (a Iaramma) a nord, il "fosso di San Francesco" (u fòss d'San Francisch) a est e il "fosso della Cattedrale" (u fòss da Catr'dé) a ovest. Il borgo, nel corso dei secoli, si è sviluppato nella vallata sottostante alla Rabatana assumendo una forma allungata. Il centro abitato dista poco meno di 20 km dalla costa jonica lucana, ma la frazione Panevino verso il confine est del territorio, ne dista poco più di 6 km. In base alla composizione del terreno, l'abitato ha un rischio sismico di zona 2 relativa a una sismicità medio-alta dell'attuale indice di classificazione.

#### Idrologia

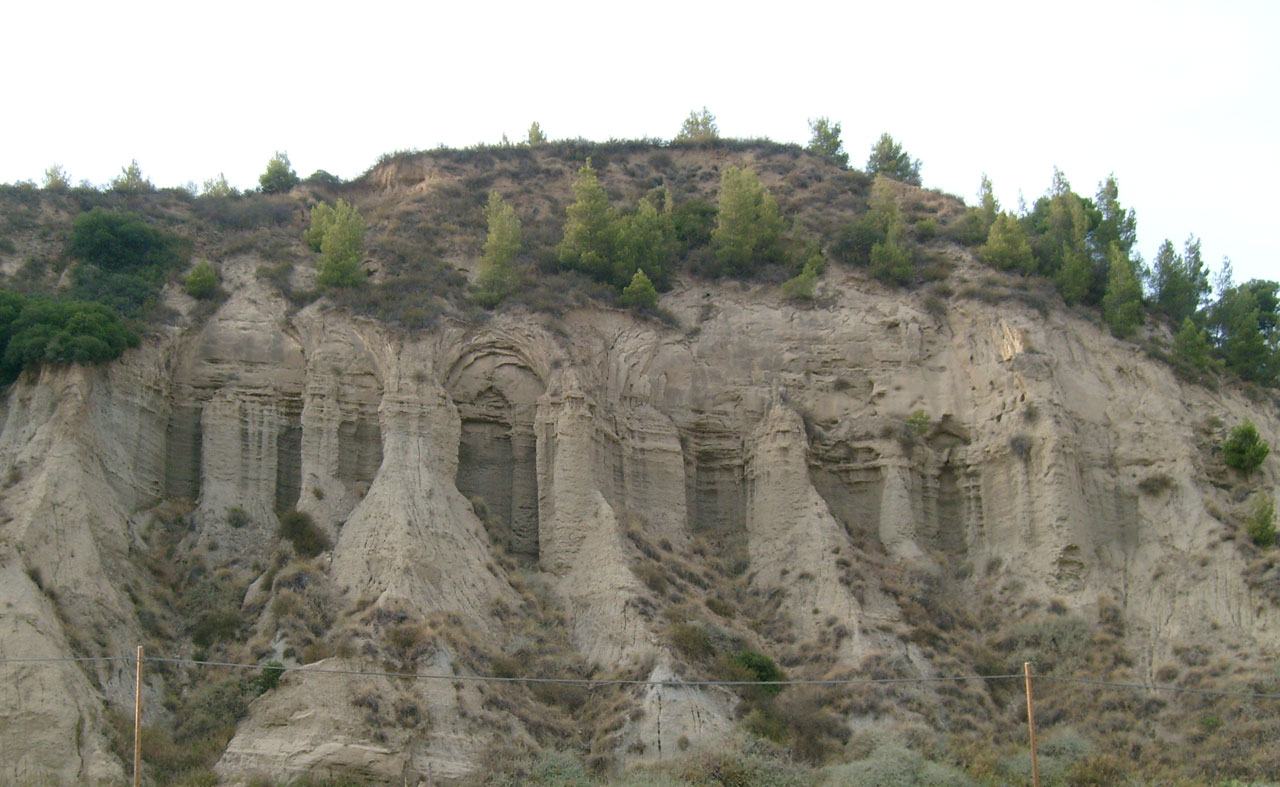
Particolarità dei calanchi di Tursi.

La città è situata al centro di due dei quattro fiumi della Basilicata, l'Agri e il Sinni, originariamente navigabili. In età contemporanea i corsi dei rispettivi fiumi sono stati interrotti da due bacini artificiali, la diga di Gannano con una capacità di invaso complessiva di 2,6 milioni di m³, nei pressi della frazione Caprarico, interrompe il corso del fiume Agri e la diga di Monte Cotugno, il più grande bacino artificiale in terra battuta d'Europa, nei pressi del comune di Senise, interrompe il corso del fiume Sinni.
Da una sorgente posta sulla collina a est di Tursi scende il torrente Pescogrosso, quest'ultimo prende il nome dagli enormi massi ritrovati lungo il suo corso. Il torrente taglia in senso longitudinale la città a un'altitudine di 190 m s.l.m. e continuando il suo percorso verso est per una decina di chilometri sfocia, come affluente, nel fiume Sinni.

#### Geologia e morfologia
Il territorio appartiene al Cenozoico antico ed è formato da rocce marnose, massa sedimentaria friabilissima costituita da argilla e calcare, di aspetto terroso e di colore giallo ocra. Le continue frane, determinate dall'estrema plasticità di tali rocce a ogni pioggia, hanno modificato costantemente nel tempo la morfologia del territorio stesso. La natura mutevole del terreno, piena di calanchi, ha donato al territorio un curioso impatto paesaggistico.

### Clima
La stazione meteorologica più vicina è quella di Montalbano Jonico. Secondo i dati medi del trentennio 1961-1990, la temperatura media del mese più freddo, gennaio, si attesta a +7,4 °C, mentre quella del mese più caldo, agosto, è di 25,5 °C.
| Montalbano Jonico  | Mesi | Mesi | Mesi | Mesi | Mesi | Mesi | Mesi | Mesi | Mesi | Mesi | Mesi | Mesi | Stagioni | Stagioni | Stagioni | Stagioni | Anno |
| Montalbano Jonico  | Gen  | Feb  | Mar  | Apr  | Mag  | Giu  | Lug  | Ago  | Set  | Ott  | Nov  | Dic  | Inv      | Pri      | Est      | Aut      | Anno |
| ------------------ | ---- | ---- | ---- | ---- | ---- | ---- | ---- | ---- | ---- | ---- | ---- | ---- | -------- | -------- | -------- | -------- | ---- |
| T. max. media (°C) | 9,1  | 10,3 | 12,7 | 16,1 | 21,1 | 25,5 | 29,6 | 30,7 | 26,4 | 21,1 | 15,3 | 11,2 | 10,2     | 16,6     | 28,6     | 20,9     | 19,1 |
| T. media (°C)      | 7,4  | 8,1  | 10,2 | 13,2 | 17,7 | 21,5 | 25,3 | 25,5 | 21,8 | 17,4 | 13,0 | 9,2  | 8,2      | 13,7     | 24,1     | 17,4     | 15,9 |
| T. min. media (°C) | 1,6  | 2,0  | 3,7  | 8,2  | 11,3 | 15,6 | 19,0 | 19,2 | 16,2 | 12,6 | 7,7  | 4,2  | 2,6      | 7,7      | 17,9     | 12,2     | 10,1 |

- Classificazione climatica di Tursi[24][25]:
  - Zona climatica D;
  - Gradi giorno 1 452.

## Origini del nome
Molti storici concordano che il toponimo Tursi derivi da "Turcico", un uomo d'armi di origini bizantine, comandante della zona, il quale ampliò verso valle l'antico borgo saraceno, "Rabatana", donando alla nuova zona il nome di Toursicon,Tursikon o Tursicon, Τουρσικόν in greco. Di certo però è la prima menzione documentata che risale al 968 nella Relatio de legatione Constantinopolitana del vescovo Liutprando da Cremona, quando la città viene citata proprio con i nomi di "Turcico" e "Torre di Turcico".
Successivamente, con la pronuncia francese sotto il dominio normanno, divenne dapprima Tursico, poi Tursio e infine Tursi. Difatti, nella bolla papale redatta da papa Alessandro II nel 1068 la città viene menzionata sotto il toponimo "Torre di Tursio".
Un secolo più tardi, nel 1154, il geografo arabo Muhammad al-Idrisi durante la realizzazione della Tabula Rogeriana per conto di Ruggero II di Sicilia, nel testo Kitab nuzhat al-mushtaq fi'khtiraq al-'afaq, conosciuto come il libro del re Ruggero, indica la città sotto il toponimo di Tursah.

## Storia

### Origini

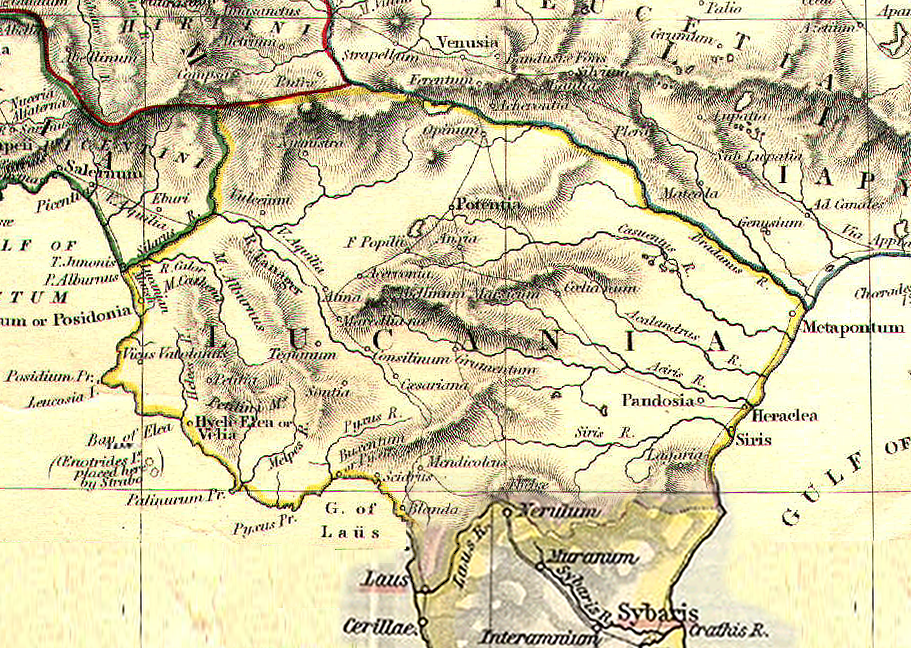
La regione storica della Lucania.

Scavi archeologici eseguiti nel territorio comunale, più precisamente nei siti di Valle Soriano e di Anglona, hanno accertato l'esistenza di insediamenti risalenti alla prima età del ferro e della preistorica Pandosia. Gli abitanti di queste zone erano denominati Enotri, in particolare però gli abitanti stanziati nell'intorno dei fiumi Agri e Sinni, venivano chiamati Coni o Choni. Successivamente, durante la colonizzazione ellenica dello stivale, la città degli Enotri, Pandosia, venne colonizzata da parte degli Ioni.
Pandosia, è considerata la più antica città della Siritide, difatti, l'Antonini basandosi su passi della Genealogie di Ferecide di Atene e su passi della Storia antica di Roma di Dionigi di Alicarnasso, ipotizza che fu fondata da Enotro, uno dei 23 figli di Licaone, molti secoli prima di Roma, e che lo stesso signoreggiò su tutta l'orientale parte della Lucania. Il Romanelli, basandosi su quanto emerso dalle tavole di Eraclea e dal Naturalis Historia di Plinio il Vecchio, afferma che la Pandosia di Lucania sia il luogo in cui perse la vita Alessandro il Molosso, re d'Epiro e zio materno di Alessandro Magno, avvenuta nel 330 a.C., in una battaglia contro il popolo dei lucani.
Nel 281 a.C. l'area nella quale sorgerà Tursi, fu campo di battaglia tra i Romani e Pirro re d'Epiro, che corso in aiuto dei tarentini si accampò tra Heraclea e Pandosia. Questa battaglia passò alla storia principalmente per l'utilizzo di elefanti da guerra, ancora sconosciuti ai soldati della repubblica romana. Nel 214 a.C. fu teatro di un'ennesima battaglia nel corso della seconda guerra punica tra i Romani e Annibale, re dei Cartaginesi, per conquistare il dominio sul mediterraneo.
Pandosia venne distrutta tra l'81 a.C. e il 72 a.C. durante le guerre sociali condotte dal generale romano Lucio Cornelio Silla. Dalle rovine di Pandosia sorse, poco prima dell'era cristiana, Anglona (Anglonum). Lo storico Placido Troyli, esaminando le antiche fabbriche presenti nel territorio, fa derivare l'origine della città di Tursi, come filo diretto, dal decadimento di Pandosia, difatti, i ritrovamenti di zona "Murata", nel sito archeologico di contrada castello, indicano la preesistenza di un Oppidum.
Nel 410 i Visigoti di Alarico I invadono l'Italia, dal nord-est e saccheggiando città dopo città si dirigono verso la Calabria per poi risalire e saccheggiare Roma. Durante il loro corso, nel metapontino, costruirono una torre sulla collina a metà strada tra i fiumi Agri e Sinni, per meglio controllare le vallati circostanti. Nei loro saccheggi, semidistrussero Anglona, originando una piccola migrazione degli abitanti sopravvissuti ai saccheggi, verso rifugi rupestri presenti attorno alla torre, dando così inizio a un primordiale insediamento della città.

### Medioevo

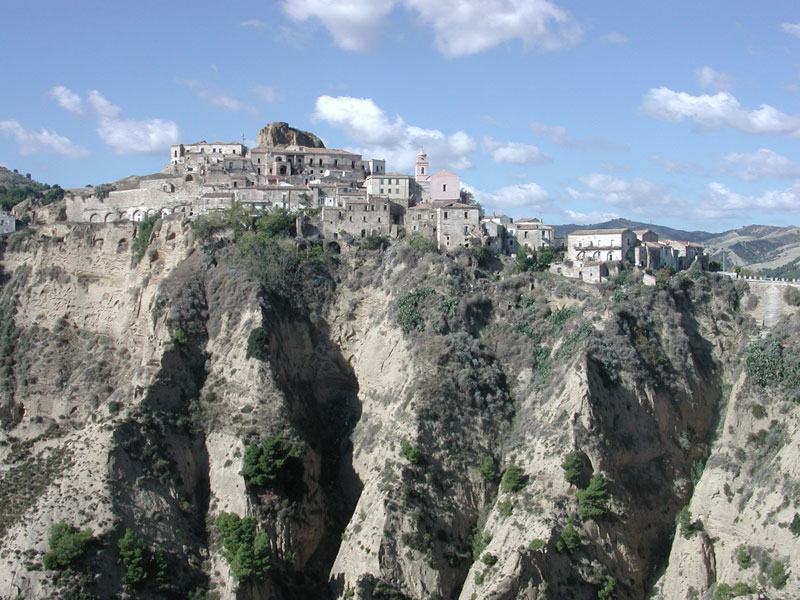
Panorama del centro storico, rione Rabatana.

Attorno all'826, durante le campagne belliche degli islamici, in tutto il territorio meridionale dell'Italia ci furono numerose e violente incursioni arabe. I loro eserciti provenienti dal nordafrica erano in prevalenza di origine saracena.
Inizialmente queste incursioni erano destinate a depredare i villaggi e a fare prigionieri da utilizzare come schiavi nei centri dell'impero islamico. In seguito, superata l'iniziale differenza religiosa e culturale con le popolazioni autoctone, gli invasori attorno all'850 conquistarono gran parte della pianura metapontina e decisero di acquartierarsi, in zone dominanti e strategiche, per meglio controllare gli scambi commerciali all'interno del territorio.
Da esperti agricoltori di colture aride e abili artigiani, quali erano, i saraceni riuscirono in breve tempo a intrecciare pacifici rapporti con gli abitanti locali. Il fiorente scambio rese possibile lo sviluppo dei piccoli presidi militari ribāṭ in veri e propri quartieri residenziali attualmente denominate rabatane, tra i più importanti ci sono ancora oggi quello di Tursi, di Tricarico e di Pietrapertosa.
Nei successivi anni, i saraceni, abitarono il borgo, lo ingrandirono e furono proprio loro a dargli il nome, a ricordo del loro borgo arabo Rabhàdi. L'impronta saracena è ancora oggi presente nelle costruzioni, negli usi, nei costumi, nel cibo e nel dialetto della Rabatana.
Nell'890 i Bizantini sotto il comando di Niceforo Foca il vecchio riconquistarono i territori che una volta appartenevano all'Impero Romano d'Occidente e riuscirono, durante le guerre arabo-bizantine, a scacciare definitivamente l'impronta araba dalle terre lucane. Negli anni di dominio bizantino, il castello venne ingrandito e fortificato e il centro ebbe uno sviluppo sia demografico sia edilizio.
Il borgo cominciò a estendersi verso la valle sottostante. L'intero centro prese il nome di Toursikon, dal suo fondatore Turcico. Verso la fine del X secolo l'imperatore Basilio I costituì prima il thema di Langobardia e il thema di Calabria e successivamente, nel 968 il thema di Lucania con capoluogo Toursikon, completando così il piano di ellenizzazione della chiesa del Catepanato. Infatti, nella Relatio de legatione Constantinopolitana, scritta lo stesso anno, Liutprando da Cremona riferisce che in quel tempo il patriarca Polieucte di Costantinopoli ricevette dall'imperatore Niceforo II Foca l'autorizzazione a erigere la sede metropolita di Otranto, dando al metropolita Pietro la facoltà di consacrare i vescovi suffraganei di Acerenza, di Tursi (Turcico), di Gravina, di Matera e di Tricarico. Non è chiaro però se queste disposizioni abbiano avuto reale effetto, in quanto le Notitiae Episcopatuum del patriarcato ecumenico di Costantinopoli menzionano una sola sede suffraganea di Otranto, quella di Tursi. Tursi divenne così sede della diocesi di rito greco con cattedra vescovile presso la chiesa di san Michele Arcangelo dove nel 1060 si svolse il sinodo dei vescovi. Il primo vescovo noto di Tursi è il greco Michele, documentato in un atto testamentario del 1050.
Successivamente, verso la fine dell'anno Mille, una grossa migrazione dei Normanni, nelle vesti di pellegrini diretti verso luoghi sacri della cristianità e nelle vesti di mercenari pronti a combattere per un pezzo di terra, giunse nel sud Italia. Fu facile inserirsi nelle lotte interne tra Longobardi e Bizantini, ottenendo ben presto terre e benefici. I Normanni contribuirono notevolmente alla crescita della città, proprio come fecero successivamente gli Svevi prima e gli Angioini poi.

### Età moderna

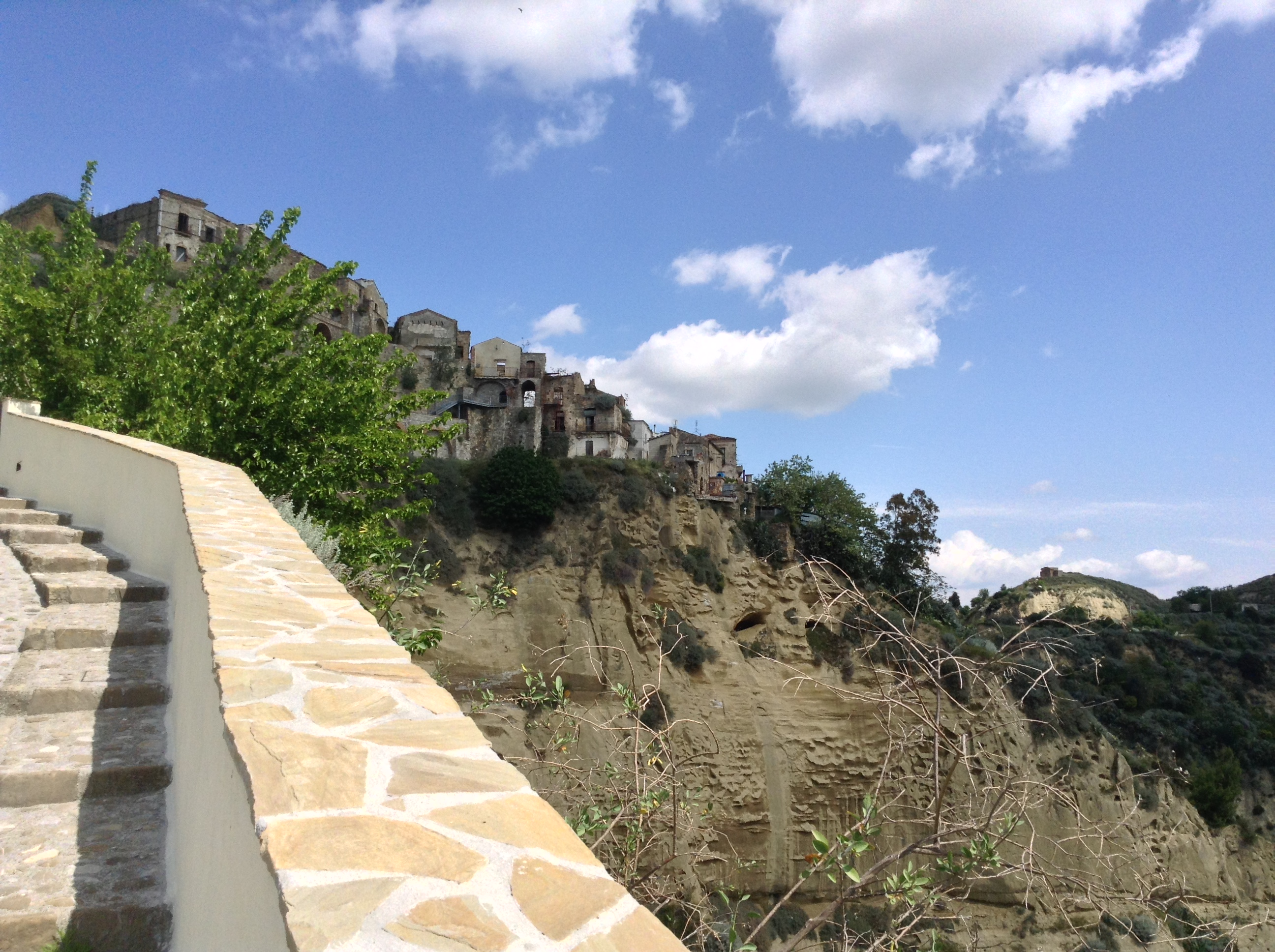
La "Petrizza", che collega la Rabatana al resto dell'abitato, voluta dal duca di Tursi, Carlo Doria, nel 1594.

Tra il XIII secolo e il XIV secolo la vicina Anglona subì numerosi incendi, in particolare nel 1369 l'intero abitato fu dato alle fiamme. L'incendio fu così forte e devastante che ne decretò il declino. Il trasferimento dei cittadini dall'abitato di Anglona, per volontà della regina Giovanna I, portò a una significativa trasformazione di Tursi, che fino ad allora era solo riconducibile alla fortezza Rabatana. Si diede così inizio a una massiccia attività costruttiva fuori dal ponte della Rabatana, unico accesso al fulcro dell'abitato. Nel XVI secolo Tursi era tra le città più popolose della regione, con oltre diecimila abitanti. Nel 1543 vennero unite la diocesi di Anglona e quella di Tursi costituendo la diocesi di Anglona-Tursi, che dal 1546 ebbe cattedra a Tursi.
Nel 1552 Carlo V, imperatore del Sacro Romano Impero assegnò all'ammiraglio e statista Andrea Doria il Principato di Melfi. Alla sua morte, nel 1560 il titolo passò al nipote, il principe di Melfi Gianandrea Doria. Successivamente, nel 1594, Carlo Doria eredita dal padre la contea, poi ducato, divenendo il primo duca di Tursi. In quegli anni Carlo Doria fece costruire, a sue spese, nel rione Rabatana un'enorme scalinata in pietra (petrizza), tuttora utilizzata, che ha la particolarità di possedere lo stesso numero di gradini della scalinata presente all'interno di Palazzo Tursi a Genova.
In un documento del 1616 si evidenzia una disputa tra due famiglie nobili di Tursi, i Picolla e i Brancalasso nell'elezione del nuovo Camerlengo della Rabatana. Questa testimonianza porta alla luce l'esistenza di una carica pubblica dell'Universitas di Tursi, preposta in particolar modo alla sicurezza della Rabatana ponendo l'accento alla netta separazione oltre che fisica anche politico-istituzionale tra il borgo e il resto dell'abitato.
Nel gennaio del 1735 il sovrano Carlo III di Borbone è in visita alle terre lungo la costa ionica. La provincia di Basilicata allora comprendeva 117 comuni e 4 ripartimenti: Tursi, Maratea, Tricarico e Melfi. Nel 1769 i Doria persero i terreni che furono acquistati dalle nobili famiglie dei Donnaperna, Picolla, Panevino, Camerino e Brancalasso.

### Età contemporanea

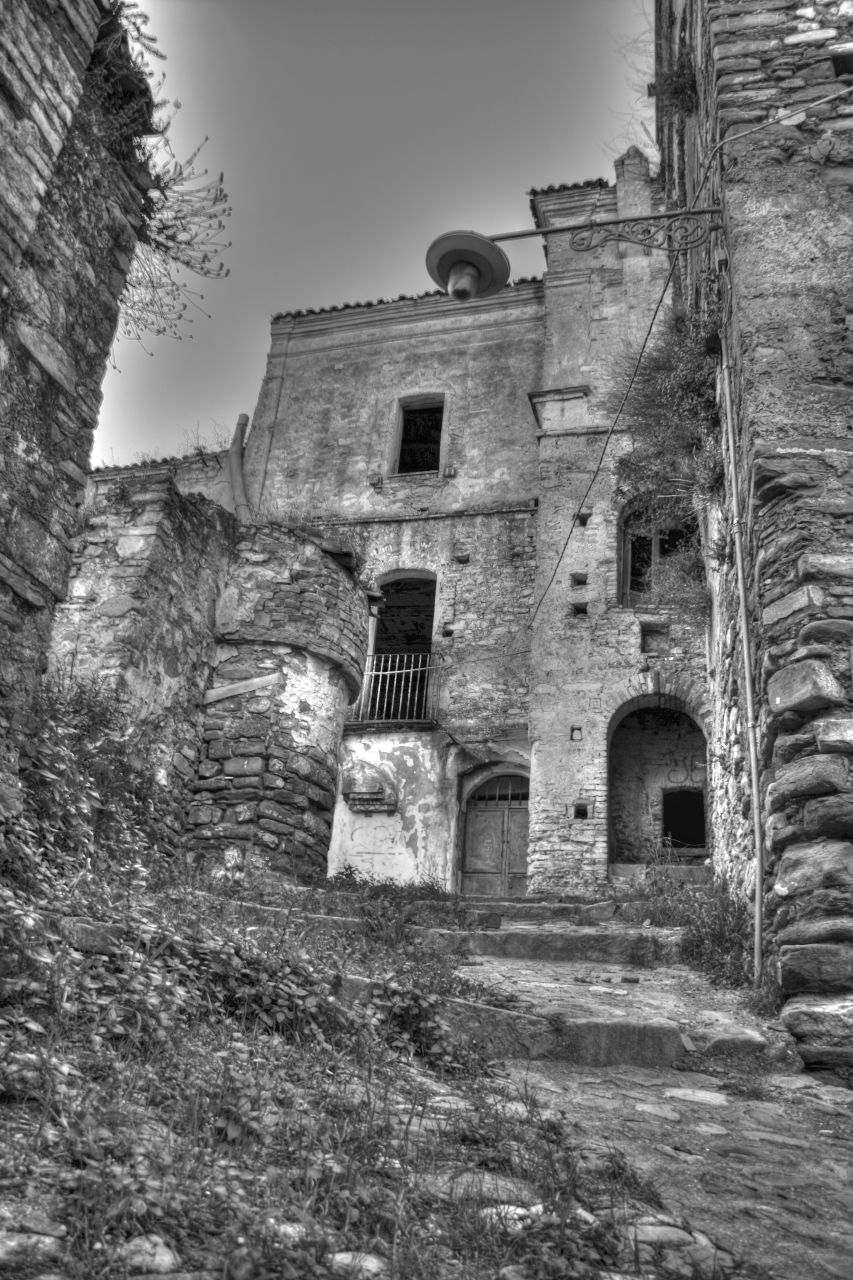
Rudere disabitato del centro storico.

Nel 1848 durante la primavera dei popoli, Tursi vide il manifestarsi di moti demaniali che consentirono l'occupazione di vasti territori della mensa vescovile e dei demani "Pisone", "Monaca", "Pozzo di Penne", "Pantano" e "Stigliano". Il territorio tursitano si dimostrò una zona calda per i moti demaniali, dovuto alla vasta area agraria e coltivabile di cui disponeva l'abitato, tra le più ampie della zona. Difatti nel 1860 al primo manifestarsi di agitazioni, il vescovo di Anglona-Tursi, Gennaro Acciardi, fuggi dalla città per rifugiarsi a Napoli. Da lì, diramando una "pastorale contro il nuovo ordine politico", fu il promotore di un moto reazionario.
Durante il 1861 con l'unità d'Italia nei boschi tra Policoro, Nova Siri, Rotondella e Tursi si attestano i primi fatti di brigantaggio. La banda del brigante Scaliero di Latronico, proprio nei pressi di Tursi, incrociò un drappello della guardia nazionale. Nella colluttazione perse la vita il milite Giuseppe Buglione. Altre bande nella zona dei boschi erano quelle del brigante Alessandro Marino, figlio naturale del barone Villani di Castronuovo, e la banda del brigante Antonio Franco di Francavilla in Sinni, entrambe si unirono nel 1862. Negli anni successivi, proprio il Marino verrà fucilato a Tursi nel 1864 dopo essere stato catturato durante uno scontro a fuoco con la guardia nazionale di Chiaromonte.
Questi episodi e alcune incursioni a danno dei contadini locali, costrinsero il municipio di Tursi ad avanzare più volte, nei confronti della sottoprefettura un'ingente richiesta di truppe; che vennero sempre respinte. Tant'è che nei mesi successivi il sindaco Egidio Lauria scrisse direttamente al prefetto di Potenza, il quale sollecitò il sottoprefetto nel disporre l'invio, a Tursi, sotto i suoi ordini, di un battaglione in arme. In realtà il sottoprefetto aveva da tempo carenza di truppe e impossibilitato all'invio di nuovi battaglioni non poté mai adempire alla richiesta del prefetto. Per questo, l'anno seguente, su ulteriore sollecitazione del sindaco, la sottoprefettura si mosse diversamente chiedendo ai carabinieri di Rotondella, alle truppe di Colobraro e alla guardia nazionale di Tursi di collaborare tra loro e organizzarsi con il sindaco, così da intraprendere azioni mirate contro le bande.
Nei primi anni del novecento, molti giovani tursitani persero la vita sul fronte durante la prima guerra mondiale. Nella seconda guerra mondiale i militi tursitani presero parte alla campagna italiana di Russia.

### Simboli

#### Stemma

Stemma della città di Tursi.

La torre, rappresentata cilindrica e a tre piani, ricorda quella dell'antico castello e delle origini attorno a esso. Il sole simboleggia la luce e la vita, i due rami di alloro la gloria e la prevalenza su Anglona, gli alberi di ulivo rappresentano la ricchezza della terra.
Il sito Comuni italiani descrive così lo stemma:
Blasonatura stemma
Blasonatura gonfalone

## Monumenti e luoghi d'interesse

### Architetture religiose

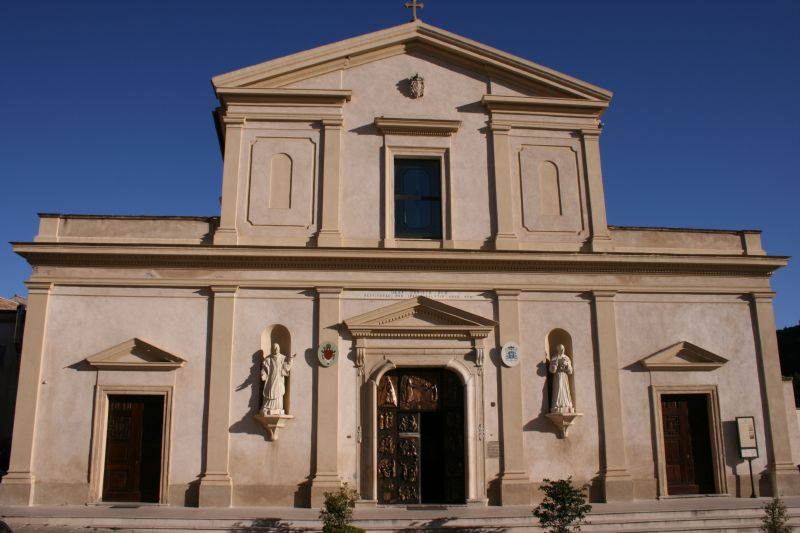
Facciata della Cattedrale.

#### Cattedrale dell'Annunziata
È situata nel centro della città, in piazza Maria Santissima di Anglona. Dedicata al culto della Vergine Annunziata è stata eretta nel XV secolo ampliando una chiesa preesistente che tuttora costituisce la sacrestia. L'8 agosto 1545, con bolla papale, alla chiesa venne concesso il titolo di cattedrale. L'edificio è in muratura portante a croce latina con tre navate suddivise da colonne ad archi a tutto sesto. Nel 1718 la torre campanaria venne ricostruita su ordine del vescovo Domenico Sabbatino. Nel 1988 la cattedrale subì un incendio, attribuito a un corto circuito elettrico, che distrusse il tetto, la sacrestia e danneggiò gravemente gli arredi e le pitture. Serviranno 12 anni per ricostruire e recuperare le opere che subirono danni nell'incendio. L'anno del Giubileo del 2000 venne riaperta la consacrazione al culto.

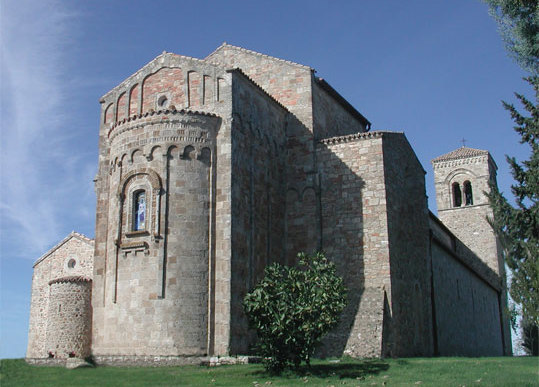
Santuario Maria Santissima Regina di Anglona.

#### Santuario di Santa Maria Regina di Anglona
È un antico santuario mariano, si trova su di un colle a 263 m s.l.m., nella frazione di Anglona, tra i fiumi Agri e Sinni, a metà strada tra Tursi e Policoro. Sorta tra l'XI e il XII secolo come ampliamento di un'antica chiesetta, risalente al VII-VIII secolo, corrispondente all'odierna cappella oratorio. La costruzione, in tufo e travertino, presenta elementi architettonici quali l'abside, il campanile e il portale in stile romanico. All'esterno absidale si ammirano ornamenti a intagli, archetti pensili, lesene e sulle pareti esterne numerose formelle con figure di animali a rilievo di provenienza ignota. Nel 1976 divenne sede titolare della diocesi di Tursi-Lagonegro. Dal 1931 è monumento nazionale. Il 17 maggio 1999 il santuario è stato elevato a basilica minore da papa Giovanni Paolo II, a ricordo del sinodo dei vescovi.

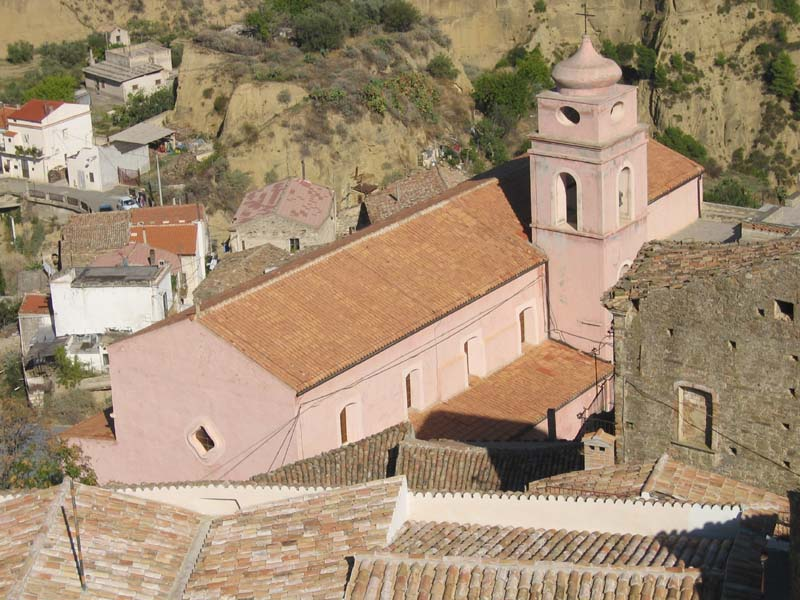
Chiesa collegiata di Santa Maria Maggiore.

#### Chiesa di Santa Maria Maggiore
È situata nel rione Rabatana. Costruita nel IX - X secolo da parte dei monaci basiliani. Il 26 marzo 1546 la bolla del pontefice Paolo III eleva la chiesa a collegiata. Nella cripta della chiesa è possibile ammirare la cappella della famiglia De Georgiis con affreschi di Giovanni Todisco e un presepe in pietra di Altobello Persio del XVI secolo e inoltre un trittico del XIV secolo raffigurante la Madonna col Bambino attribuito al maestro di Offida, di scuola giottesca.

#### Chiesa di San Filippo Neri
Edificata nel 1661 in stile barocco è dedicata al culto santo patrono della città. La chiesa è situata in piazza Plebiscito nel rione San Filippo. L'edificio ha tre navate e conserva opere dell'artista tursitano Francesco Oliva. San Filippo Neri fu acclamato protettore di Tursi durante il seicento mentre nella città imperversava la peste e il colera. Negli stessi anni, a metà del XVII secolo nel rione Petto venne costruito l'oratorio San Filippo. L'edificio dell'oratorio si sviluppa su tre livelli, nell'Ottocento ospitò i frati missionari di San Vincenzo de Paoli.

#### Chiesa di San Michele Arcangelo
È situata nell'omonimo rione e dedicata al culto di San Michele Arcangelo. Costruita attorno al X secolo. Nel 1060 vi ha avuto luogo il sinodo dei vescovi. Le pareti interne sono addobbate con quadri e sculture di Antonio Cestone. Fino all'8 agosto 1545 ricoprì il ruolo di cattedrale della diocesi.

#### Altre chiese
Tra le altre chiese troviamo la chiesa della Madonna delle Grazie edificata tra il XVII e il XVIII secolo in stile barocco. È ubicata nei pressi di via Eraclea, ai piedi del centro storico. Presenta un ampio frontale, con tre porte d'ingresso, sormontato da una monofora campanaria. Dietro l'altare, si conserva un'antica statua di legno della Madonna col Bambino risalente al settecento. Nell frazione Caprarico è prensete la chiesa di Maria Santissima Regina del Mondo, mentre nella frazione Panevino troviamo la chiesa della Madonna del Rosario.

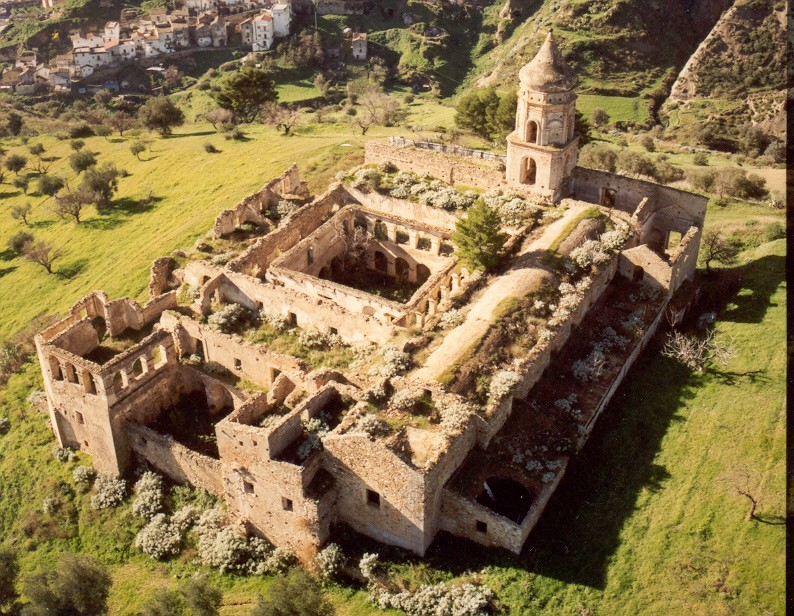
Convento di San Francesco d'Assisi.

#### Convento di San Francesco d'Assisi
Il convento di San Francesco d'Assisi, dell'Ordine dei Frati Minori Osservanti, risale alla prima metà del XV secolo, più precisamente al 1441, sito sulla collina omonima, a est del centro abitato, domina sul rione Santi Quaranta. Nel Seicento divenne seminario di tutte le arti liberali. Sin dalla sua fondazione aveva accolto un noviziato, un professorato e uno studio di filosofia. Nel 1609 la struttura venne ampliata e arricchita con una biblioteca. Durante il XIX secolo il convento cadde in abbandono, fino a quando nel 1894 venne adibito a cimitero. Nel 1914 fu definitivamente chiuso, viceversa la chiesetta interna venne utilizzata fino agli anni cinquanta. All'interno della chiesetta, si sono rinvenute alcune antiche pitture datate 1377. Ciò ha fatto supporre che la chiesetta fosse preesistente. Secondo altre fonti, però, le pitture sarebbero state eseguite nel XVI secolo e rappresenterebbero un evento miracoloso avvenuto nel 1377. Nel 1991 è stato dichiarato monumento nazionale dal ministro Ferdinando Facchiano.

#### Convento di San Rocco
Il convento di San Rocco, dell'Ordine dei Frati Minori Cappuccini, risale alla fine del XVI secolo, più precisamente al 1589 è ubicato sulla collina omonima a ovest del centro abitato. Negli anni novanta il vescovo mons. Rocco Talucci concesse l'uso del convento alla Fondazione Exodus Onlus di don Antonio Mazzi, per il recupero dei tossicodipendenti. I ragazzi della fondazione, provenienti da ogni parte d'Italia, hanno riqualificato il convento e migliorato la zona circostante. Il 16 agosto, nel giorno della festa del santo, è consuetudine recarsi al convento per ascoltare la funzione e fare una processione nei dirtorni del convento.

### Architetture civili

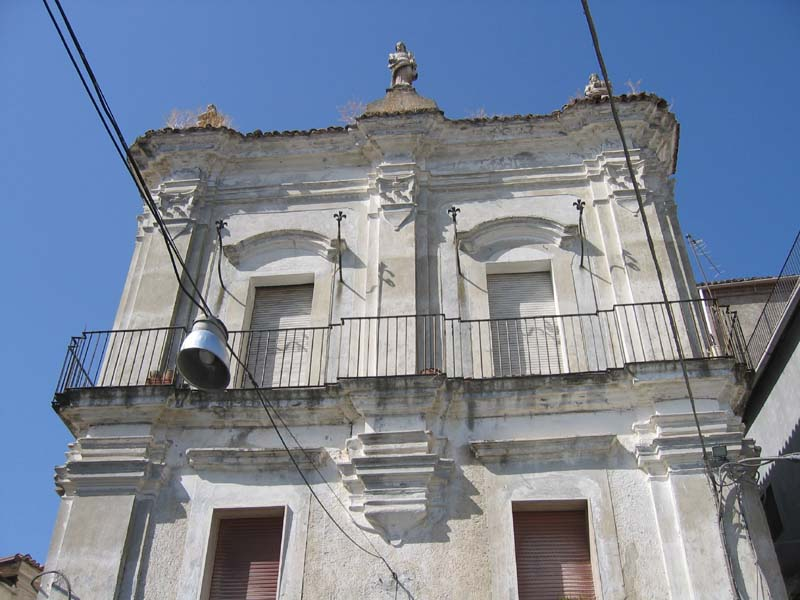
Palazzo del barone Brancalasso.

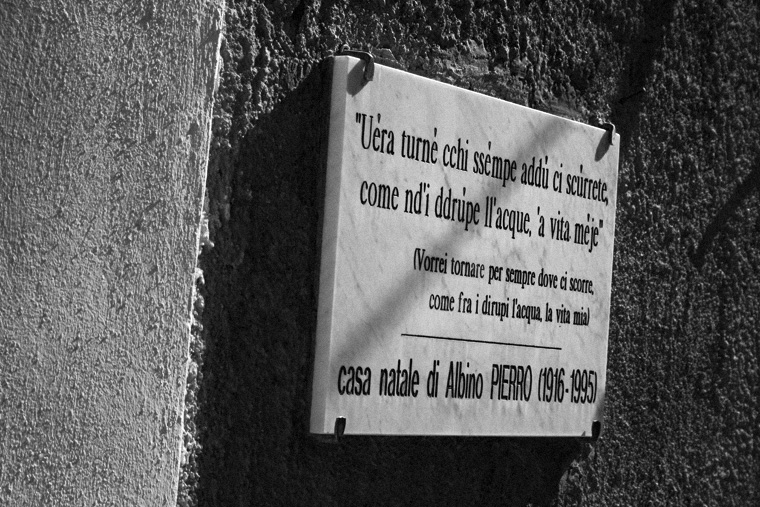
Targa sul palazzo Pierro.

Palazzo BrancalassoIl palazzo del barone Brancalasso, semplicemente chiamato "Palazzo del Barone" è situato al centro di piazza Plebiscito, nel rione San Filippo, la sua costruzione è velata da un pizzico di mistero. Un'antica leggenda narra che il palazzo fu costruito in una sola notte da demòni e spiriti degli inferi, i quali, non potendo far ritorno in tempo nel loro regno, si materializzarono alle luci dell'alba sul tetto dell'edificio sotto forma di statue. In realtà in una notte venne delimitato il perimetro del palazzo alla cui costruzione si opponevano i proprietari dei fondi vicini. Le tre statue posizionate su di esso simboleggiano la giustizia, la pace e la carità.
Palazzo LatronicoÈ situato in pieno centro storico, nel rione San Michele, è probabilmente il più grande palazzo di Tursi ed è dotato di un ampio atrio con gradinata interna in pietra e di una caratteristica torre del belvedere. Il palazzo è stato abitato dalla famiglia Latronico fino agli anni sessanta.
Palazzo PierroÈ stata la casa del poeta Albino Pierro, edificata nel rione San Michele. L'abitazione denominata dal poeta, nelle sue poesie, ‘U Paazze è una costruzione composta da un seminterrato e due piani in elevazione. Gode di un ampio panorama che spazia dal torrente Pescogrosso al convento di San Francesco sino ai dirupi del rione Rabatana. Luoghi, questi, di grande ispirazione per il poeta. Dopo la morte di Pierro, la casa è stata adibita, ai piani superiori, a "Biblioteca Pierro" dove sono custoditi molti dei libri utilizzati dal poeta e tutte le opere originali. Questo palazzo è meta di turisti e studiosi poiché oltre alla biblioteca, ospita anche il "parco letterario Albino Pierro". La targa marmorea installata dal comune dopo la morte del poeta riporta una citazione tratta dall'epigafre dell'opera Ci uéra turnè.

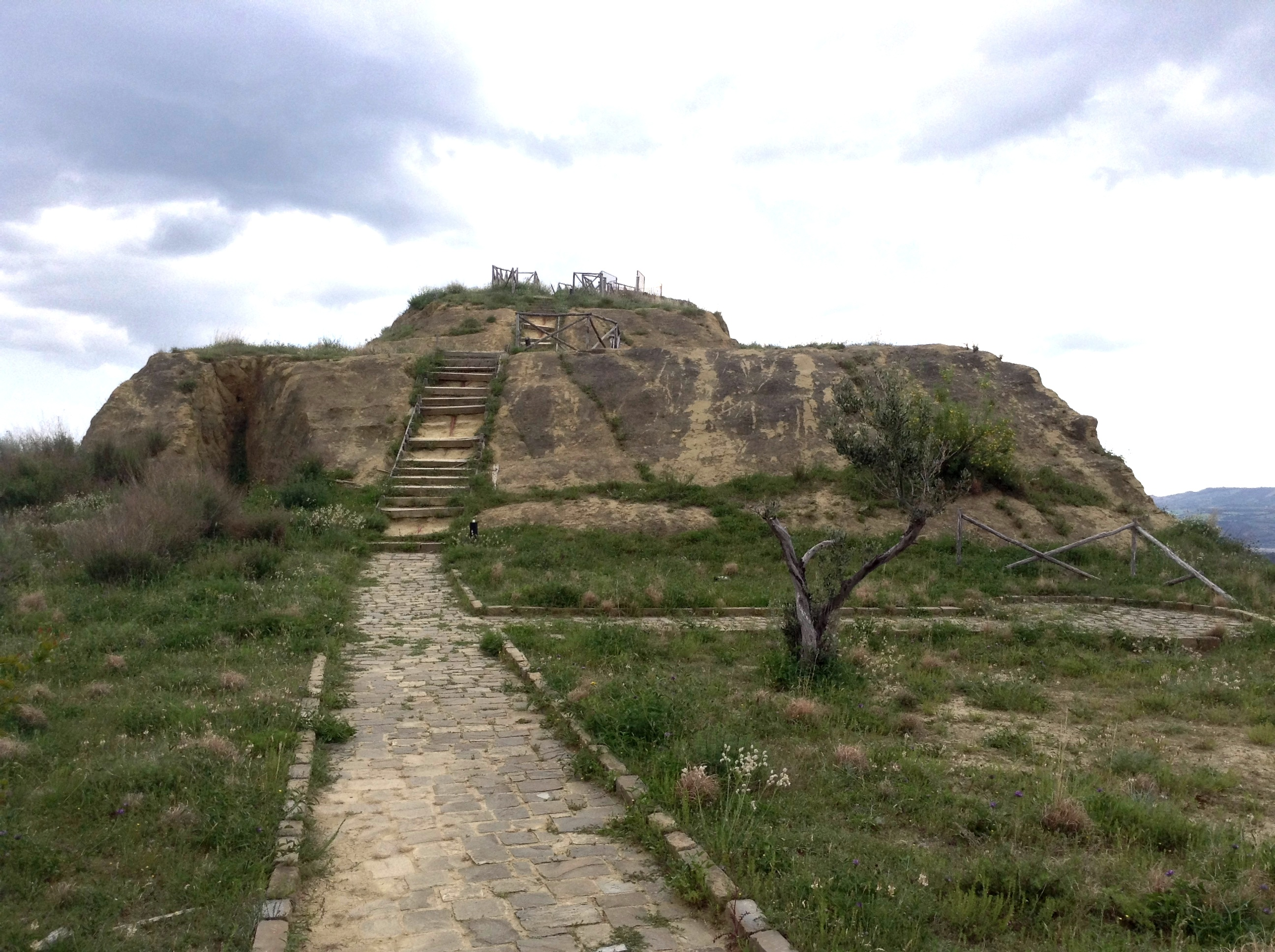
Resti esterni di una delle torri del castello.

| «Uèra turnè cchi ssèmpe addu' ci scùrrete, come nd'i ddrùpe ll'acque, 'a vita mèje» (epigrafe sulla casa natale di Albino Pierro) | «Vorrei tornare per sempre dove scorre, come fra i dirupi l'acqua, la vita mia» |

Altri palazziTra gli altri palazzi troviamo palazzo Basile, identificato dal grande portone arcato che immette in un ampio atrio. Palazzo Guida ha la particolarità di avere un portone in legno massiccio sormontato da un arco con lo stemma della famiglia. Palazzo Ginnari identificabile da un'ampia gradinata.

### Architetture militari

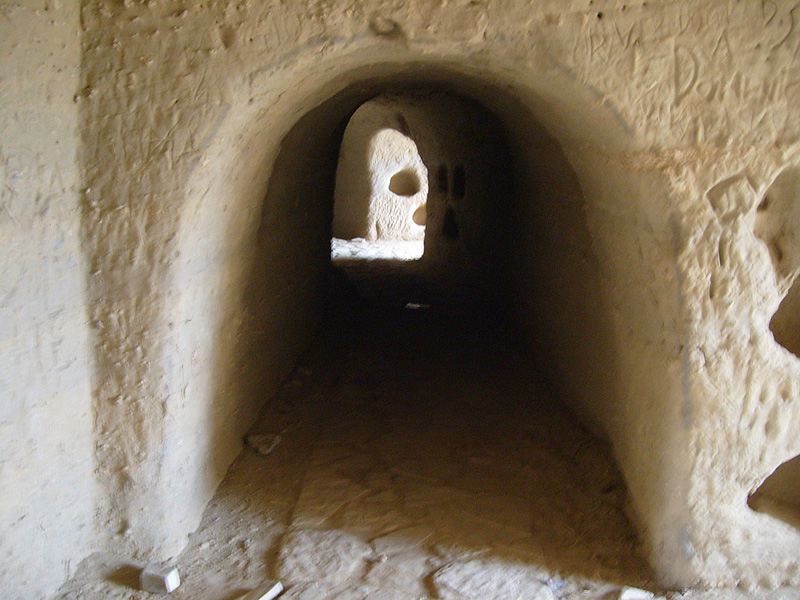
Resti dei sotterranei del castello.

CastelloCostruito dai Goti attorno al V secolo per difesa del territorio è situato su una collina a 346 m s.l.m., difeso naturalmente da tre voragini, di oltre cento metri, di origine franosa; il "fosso della Palmara" (a Iaramma) a nord, il "fosso di San Francesco" (u fòss d'San Francisch) a est e il "fosso della Cattedrale" (u fòss da Catr'dé) a ovest. Oggi sono solo rimasti i resti di quello che fu un castello gotico, alcune parti però, come i cunicoli sotterranei, sono rimasti intatti fino all'inizio del Novecento. Scavi archeologici, in contrada Castello, hanno portato alla luce, scheletri, tombe, monete, frammenti di anfore e palle ogivali di piombo recanti la scritte EIETHIDE (greca) e APNIA (latina), queste opere sono attualmente esposte nel Museo archeologico nazionale della Siritide di Policoro. Da atti del 1553, tra la città di Tursi e il marchese Galeazzo Pinelli, si scopre che il castello è stato abitato fino al XVI secolo e che misurava 400 palmi di lunghezza e 200 di larghezza, con una superficie di 20 000 palmi quadrati, tra cui 15 000 adibiti a giardino, cantine e cisterne, mentre i restanti 5 000 per una comoda abitazione. Era costruito su due piani e aveva due torri cilindriche a tre piani. Dentro le mura di cinta erano presenti un giardino, delle cantine, alcune cisterne e comode abitazioni per i baroni; l'ingresso era regolato da un ponte levatoio. Fu dimora di numerosi signori, principi e marchesi, ma durante i periodi di guerra diventava una fortezza. Un'antica tradizione crede all'esistenza di un cunicolo tra la chiesa di Santa Maria Maggiore nel rione Rabatana e il castello, che doveva consentire ai signori di recarsi in chiesa indisturbati.

### Altre architetture
PiazzeTra le piazze principali dell'abitato troviamo piazza Maria Santissima di Anglona, costruita nel 1951 dal genio civile di Matera, originariamente come consolidamento dell'argine del torrente, costituisce l'attuale centro cittadino. Ospita la cattedrale dell'Annunziata, la curia vescovile, la sede del municipio e il monumento ai caduti. Confina e ingloba di fatto, piazza cattedrale, piazza del mercato coperto, piazza del monumento costruita nel 1955 per onore ai caduti e piazza terrazzo sul Pescogrosso costruita nel 2001. Nella parte storica, in rione San Filippo è presente piazza Plebiscito, considerata il vecchio centro cittadino fino agli anni sessanta. Sulla piazza si affaccia la chiesa del santo patrono della città, San Filippo e il palazzo Brancalasso .

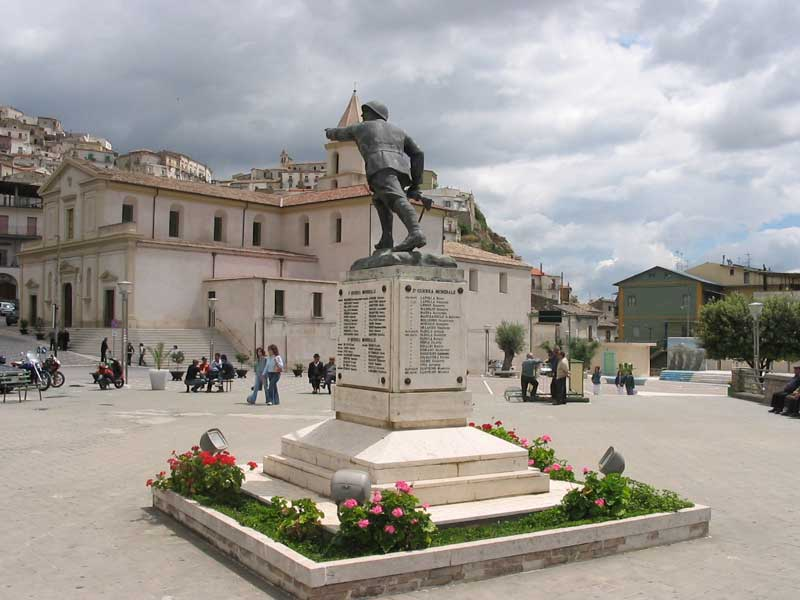
Monumento dedicato ai caduti per la patria.

Monumento ai cadutiLa città di Tursi ha contribuito con molti uomini durante la prima e la seconda guerra mondiale, e proprio in onore ai caduti tursitani che l'amministrazione comunale, guidata dall'allora sindaco Armando Di Noia, fece erigere il monumento. Il monumento ai caduti è situato in piazza monumento e la costruzione risale al 1970. Sui lati del cippo marmoreo si leggono i nomi dei caduti sul fronte e la seguente iscrizione:
(Tursi, AI SUOI CADUTI, 1970)

### Siti archeologici

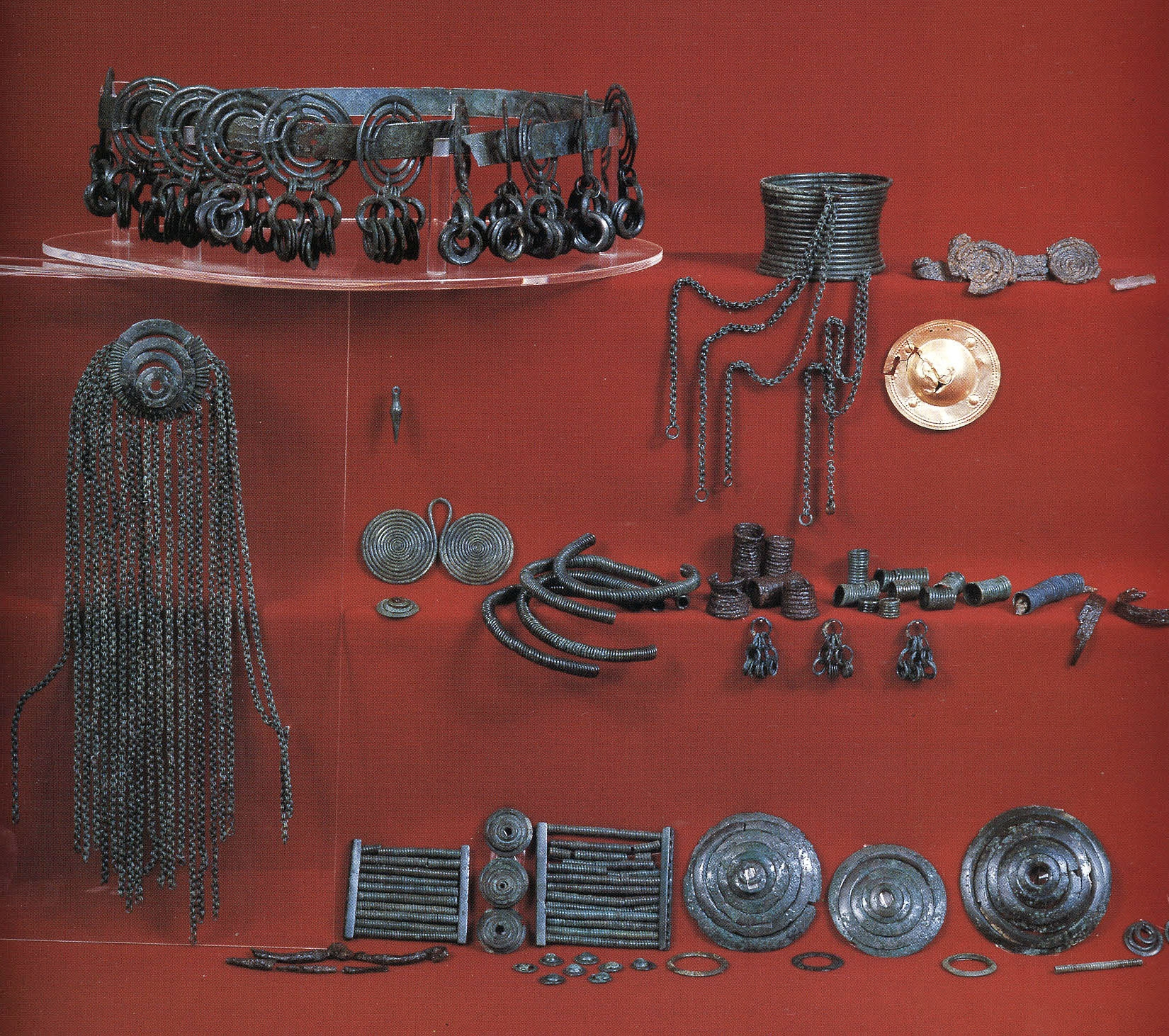
Corredo funerario del XV secolo a.C. rinvenuto nel sito di valle Sorigliano.

Tomba di Panevinoil sito ubicato in località Panevino ha dato alla luce una tomba risalente all'età del Rame, dove è stato sepolto un personaggio di alto rango, come dimostrato dal corredo ritrovato nel sepolcro, rappresentato dal bastone di comando in arenaria, un pugnale di rame, punte di frecce in selce, una collana in steatite e del vasellame di impasto.
Cozzo San MartinoIl sito archeologico di cozzo San Martino è ubicato nel circondario del comune, a sud del castello. Sono stati rinvenuti, in una necropoli, alcuni reperti dell'età del bronzo.
Contrada castelloil sito ubicano nei pressi del castello dove è stata rinvenuta un'acropoli costituita su uno sperone roccioso di sabbie risalente al medio età del bronzo. Scavi archeologici nei pressi dei resti del castello gotico di Tursi, hanno portato alla luce scheletri, tombe, monete, frammenti di anfore e palle ogivali di piombo recanti la scritte EYHfIDA (greca) e APNIA (latina), queste ultime, usate come armi di lancio durante un assedio al castello.
Valle Soriglianoil sito archeologico di valle sorigliano, ubicato nei pressi di Anglona ha portato alla luce un'intera necropoli datata all'età del ferro. In particolare nella tomba 31 sono stati ritrovati 2 scalpelli, una scure, un'ascia in bronzo (composizione questa, simile alla tomba 84) e una grande falce in ferro con manico bronzeo lungo 44 cm, indice che la popolazione era impegnata da un lato in guerre e dall'altro nella gestione delle attività economiche. Nella stessa zona sono state scoperte altre tombe a cumulo risalenti alla prima metà dell'VIII secolo a.C., e alcune necropoli ellenistiche e romane, che custodivano ricchi corredi.
Anglonail sito archeologico ubicato nei pressi di Anglona, ha portato alla luce un'acropoli di origine bizantina, che sarebbe stata costruita sulle rovine dell'antica città di Pandosia. Sulla collina e ai piedi del versante nord, in zona conca d'oro, sono stati rinvenuti dei busti della dea Demetra e statuette della Sfinge alata. In una tomba sono stati rinvenuti: una collana di pasta vitrea, diversi anelli, due orecchini con pendagli a piramide in oro di stile tarentino, un'anfora e due scodelle decorate con palmette, appartenute a una giovane donna. Tale corredo data, con una certa approssimazione, la tomba al III secolo a.C. Gli ori e le monete di argento rinvenuti negli strati inferiori del santuario campestre dedicato al culto di Demetra risalgono alla metà del IV secolo a.C.

## Società

### Evoluzione demografica
Il comune, al 31 dicembre 2021, conta 4 753 abitanti così ripartiti: 2 384 maschi e 2 369 femmine. Le famiglie sono 2 214, le convivenze registrate 1 e la media di componenti per famiglia è 2,15 (di poco inferiore alla media nazionale di 2,5, e in perfetta media con l'analogo valore regionale).
Il comune, negli ultimi decenni ha conosciuto, come molti comuni del mezzogiorno, una lieve e costante decrescita della popolazione dovuta principalmente alla diminuzione costante del tasso di natalità, una delle principali cause del valore negativo sul tasso di crescita del paese. Va preso in considerazione il fatto che molti giovani decidono di cercare lavoro o di perfezionare gli studi universitari fuori dai confini del paese e una volta laureati difficilmente trovano un mercato del lavoro capace di assorbire figure professionali specializzate.
Abitanti censiti

L'evoluzione demografica del comune è molto più ampia. Infatti già dal 1277 si contavano 1 440 abitanti (240 fuochi) fino ad arrivare al massimo boom demografico nel 1561 quando si contavano 10 788 abitanti (1 798 fuochi), per poi avere un lento e costante calo fino al 1853 quando si contavano 3 538 abitanti.

### Etnie e minoranze straniere
I dati ISTAT al 31 dicembre 2021 rilevano una popolazione straniera residente di 432 abitanti di cui 234 maschi e 198 femmine. La cittadinanza straniera rappresenta il 9,08% della popolazione residente. Le comunità maggiormente rappresentate sono l'Albania con 195 persone, pari al 4,1% della popolazione residente e al 45,12% della popolazione straniera residente; e la Romania con 142 persone, pari il 2,99% sulla popolazione residente e al 32,87% della popolazione straniera residente.

### Lingue e dialetti
(Albino Pierro in A terra d'u ricorde (La terra del ricordo))

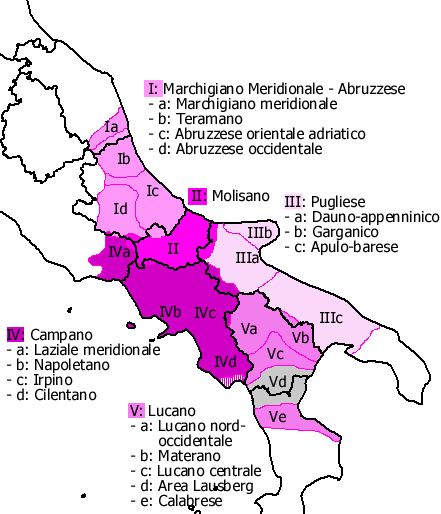
Dialetto dell'area "Lucano centrale" nel sistema dei dialetti meridionali intermedi.

Il dialetto parlato a Tursi è incluso nel sistema dei dialetti meridionali intermedi in particolare nella zona dei dialetti lucani. Tuttavia il territorio comunale risulta ricadere nell'area linguistica della piana di metaponto. Le principali differenze linguistiche di Tursi si evidenziano con una diversità fonetica dovuta alla trasformazione della vocale a in e all'interno delle parole e della terminazione per s di molte altre, come ad esempio: vèv ala chès (vado a casa), quànn tòrns? (quando torni?), lass'm stè (lasciami stare).
Tra i maggiori esponenti dialettali tursitani annoveriamo i poeti Vincenzo Cristiano e Albino Pierro, quest'ultimo più volte candidato al premio Nobel per la Letteratura. Le poesie di Pierro sono state tradotte in oltre 13 lingue per questo è stato necessario pubblicarne un dizionario di lessico tursitano-italiano.

### Religione

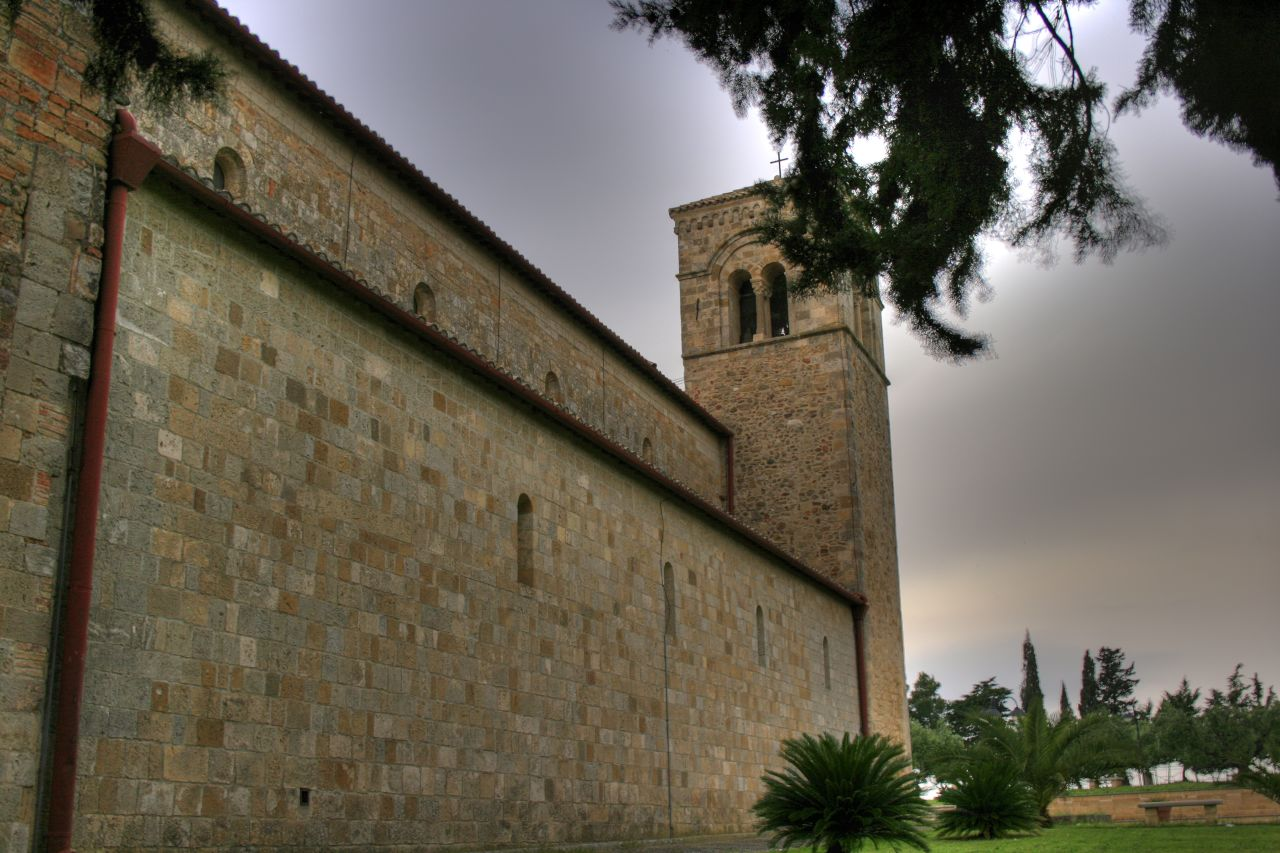
Basilica di Anglona, sede titolare della diocesi.

Nel 968 venne istituita a Tursi la sede vescovile e fino all'inizio del XII secolo la diocesi adottò il rito bizantino. Nel 1110 la sede vescovile di Tursi venne trasferita ad Anglona, poiché meglio disposta strategicamente e per la presenza, sulla collina, di un edificio religioso particolarmente importante, il santuario di Santa Maria Regina di Anglona. La diocesi assunse il nome di diocesi di Anglona. Successivamente, con la decadenza della città di Anglona e lo sviluppo di Tursi, papa Paolo III per dirimere le liti tra la curia e la camera baronale, col decreto concistoriale dell'8 agosto 1545, diretto al vescovo Berardino Elvino, sancì il trasferimento della sede vescovile di Anglona nella città di Tursi. Sede della cattedra fu la chiesa di San Michele Arcangelo, otto mesi dopo, lo stesso pontefice con la bolla del 26 marzo 1546, trasferi definitivamente la cattedra episcopale a Tursi, nella chiesa dell'Annunziata e ordinò ai vescovi di mantenere il titolo di diocesi di Anglona-Tursi.
L'8 settembre 1976, a seguito della creazione della regione ecclesiastica Basilicata assunse il nome di diocesi di Tursi-Lagonegro. Anglona, invece, divenne sede titolare di diocesi. Suo primo vescovo titolare dal 1977 al 1991 è stato Andrea Cordero Lanza di Montezemolo poi divenuto cardinale.
La diocesi ha 82 parrocchie e una superficie di 2509 km². Nel 2014 contava 127 100 battezzati su 128 200 abitanti, pari al 99,1% di battezzati della popolazione totale.

### Tradizioni e folclore

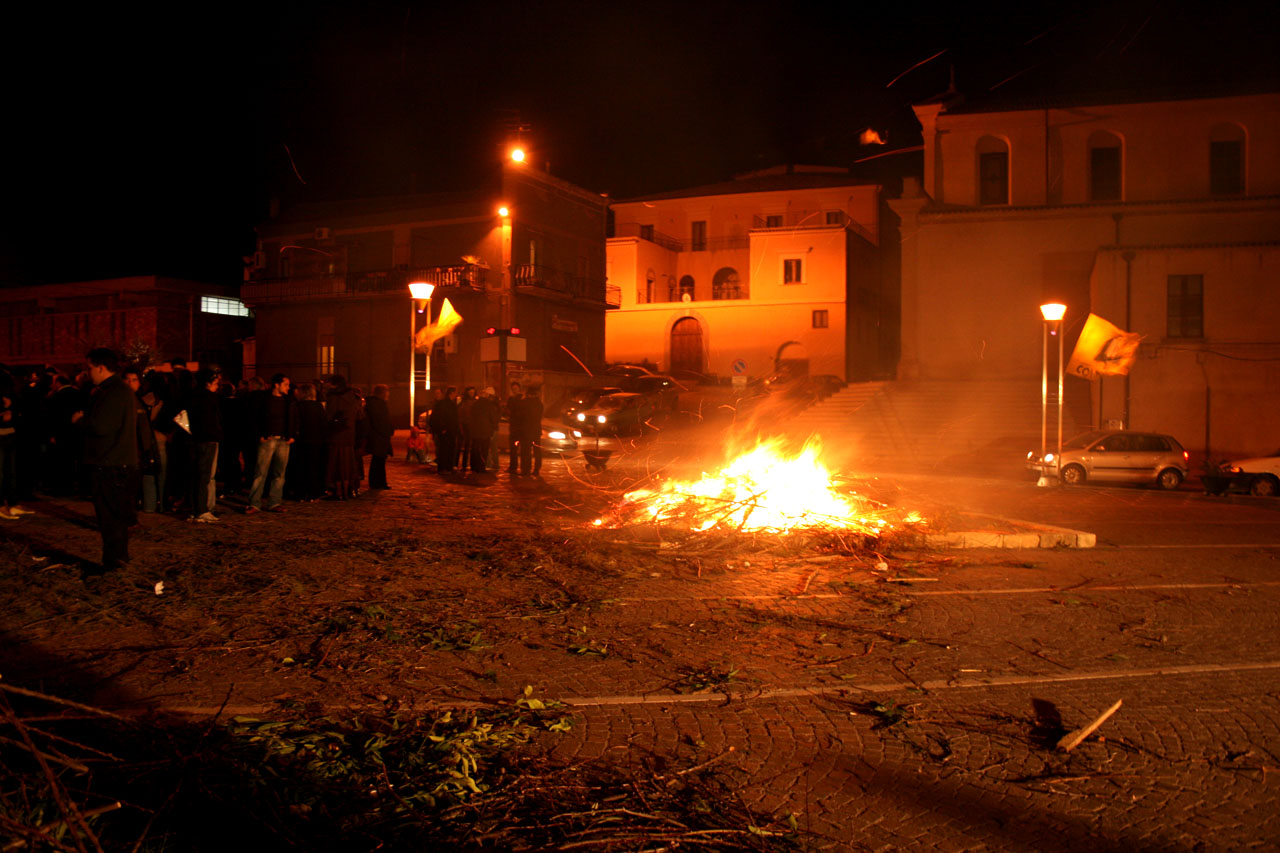
U umnnàrie, il falò di San Giuseppe, durante lo spegnimento a fine serata.

Molte tradizioni tursitane si rifanno ad avvenimenti religiosi. La più conosciuta è la Festa della Madonna di Anglona che ricorre ogni 8 settembre. La domenica dopo Pasqua, invece, la statua settecentesca che raffigura la Madonna viene portata a spalla per un percorso di oltre 10 km, dal santuario di Anglona alla cattedrale dell'Annunziata di Tursi e il 1º maggio nel tragitto inverso. Il 26 maggio ricade la festa patronale dedicata a San Filippo Neri.
La sera del 18 marzo è tradizione bruciare le frasche, creando così grandi falò. La gente del luogo chiama l'evento u umnnàrie riferito al falò di San Giuseppe.
Nel periodo natalizio, dagli anni settanta, viene allestito il presepe vivente tra i vicoli del rione Rabatana.

## Cultura

### Istruzione

#### Biblioteche

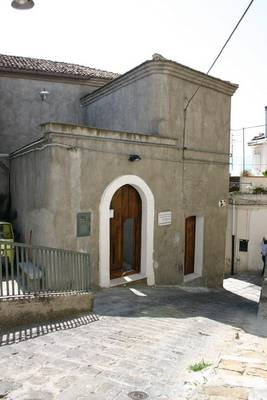
Palazzo Pierro, nel rione San Michele, sede della biblioteca e del parco letterario omonimo.

La biblioteca comunale dispone di un patrimonio bibliografico di circa 3 300 volumi e opuscoli, con una sezione dedicata alla storia del territorio. Fondata nel 1970 è ubicata in un plesso della struttura che ospita la scuola secondaria di primo grado. Più antica è la biblioteca vescovile, fondata nel 1800 e situata in pieno centro, nel palazzo seicentesco della curia vescovile. Dispone di oltre 2 000 testi antichi, tra cui manoscritti medievali e rinascimentali sulla storia del territorio e della diocesi. Infine, nel centro storico, ubicata presso il palazzo Pierro, è presente la biblioteca e il parco letterario "A. Pierro", dove sono presenti molti dei libri utilizzati dal poeta Albino Pierro nei suoi anni di vita e l'intera collezione delle sue opere originali.

#### Scuole
In città, nel rione Santi Quaranta, ha sede l'ITCG "Manlio Capitolo" (Istituto Tecnico Commerciale per Geometri e Tecnici del Turismo). Nel rione Sant'Anna è presente anche un Istituto Professionale. Mentre in via Roma è presente l'Istituto Comprensivo Statale "Albino Pierro" comprende tutti gli istituti di primo e di secondo grado inferiore.

#### Musei
Nel Museo archeologico nazionale della Siritide di Policoro, sono custoditi ed esposti numerosi ritrovamenti del territorio tursitano. Nella seconda sezione del museo, incentrata sull'età del bronzo, è possibile trovare un corredo funerario di Pandosia rinvenuto nei pressi di Anglona, mentre nella quinta sezione è possibile trovare resti dell'età del ferro appartenute a popolazioni enotrie e lucane.

### Cinema
A Tursi nel 2007 furono girate molte scene del film Modo armonico semplice, diretto da Salvatore Verde, e in Rabatana, alcune scene di Nine Poems in Basilicata, diretto da Antonello Faretta con John Giorno. Paesaggi e parti del territorio sono prensenti inoltre nella fiction Imma Tataranni - Sostituto procuratore trasmessa dal 2019 su Rai 1.

### Cucina

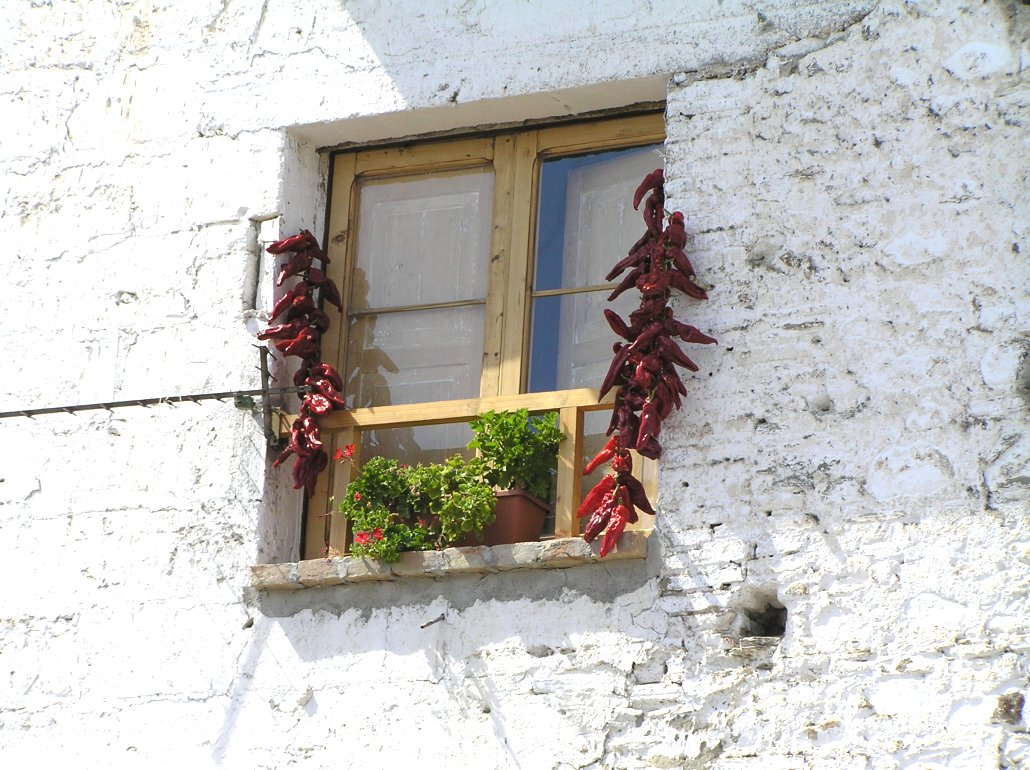
Pupàcce crusk (peperoni croccanti), appesi fuori dalla finestra per favorire l'essiccazione in una casa della Rabatana.

La cucina è stata influenzata dalla povertà e dalla vita contadina. Per questo originariamente il pane era fatto in casa. A oggi, molti panifici locali fanno ancora il pane casereccio e per questo troviamo: a pitta (una specie di ruota piana) e u piccillète (una sorta di ciambellone bianco a forma di volante), tra le focacce troviamo a caccallèt che può essere dolce, con l'uva sultaninala, e salata con i ciccioli. La focaccia classica è chiamata volgarmente vruscète ed è generalmente condita con pomodori e peperoni. Nelle sere invernali, davanti al focolare si consuma la ffella-rusch, una fetta di pane abbrustolita al fuoco e condita con strutto o un filo d'olio, sale e pupàcce pisèt (peperone macinato), ricavato macinando i pupàcce crusk (peperoni secchi e croccanti).
Il piatto più tipico, è quello dei frizzuli ca' millica o maccaruni ca' millica, ossia maccheroni lavorati col ferro a sezione quadrata (da calza o di ombrello) e conditi con sugo di pomodoro e mollica di pane fritta. Tra i primi piatti troviamo anche i raskatelle pupàcce e pummidòre, cavatelli col sugo di pomodori e peperoni freschi.
Quando si uccideva il maiale, nulla andava perduto, a cominciare dal sangue che serviva per la preparazione del sanguinaccio. Le parti meno nobili, quali le cotiche, il lardo, le interiora venivano utilizzate, nella preparazione delle frittole (ciccioli) e della nnuglia che era detto salame pezzente poiché fatto con gli scarti della carne. Questi alimenti sono usati principalmente come contorni, o cucinati insieme con le verdure, nella preparazione della minestra maritata.
Dopo il maiale, la carne più consumata era quella ovina, usata per la preparazione dei Gghiommaricchie, degli involtini di interiora fatti solitamente alla brace o infornati in una teglia con le patate. Nel periodo pasquale è usanza fare i cavzòn (calzoni tipici ripieni di salsiccia, o di verdure o di patate), mentre nel periodo natalizio si preparano le crispelle (morbide ciambelle di pasta lievitata e fritte in abbondante olio, o panzerottini fritti ripieni con peperoni secchi e alici), i panzèrott e uand (panzerottini fritti ripieni di crema ai ceci, e dolci tipo chiacchiere). Tra i vini troviamo il Matera DOC.
Tra gli altri piatti tipici tursitani troviamo: cicorjè e fèv - cicorie e fave, finucch' e fasul - minestra di finocchi e fagioli, Mugnèm chièn - Melanzane ripiene, Pastùrej - Spezzatino di pecora e/o capretto in umido, raskatelle ca' millica - pasta fatta in casa (cavatelli) conditi con sugo di pomodoro e mollica di pane fritta, zuppa di lumache, insalata d'arance.

## Geografia antropica

### Urbanistica

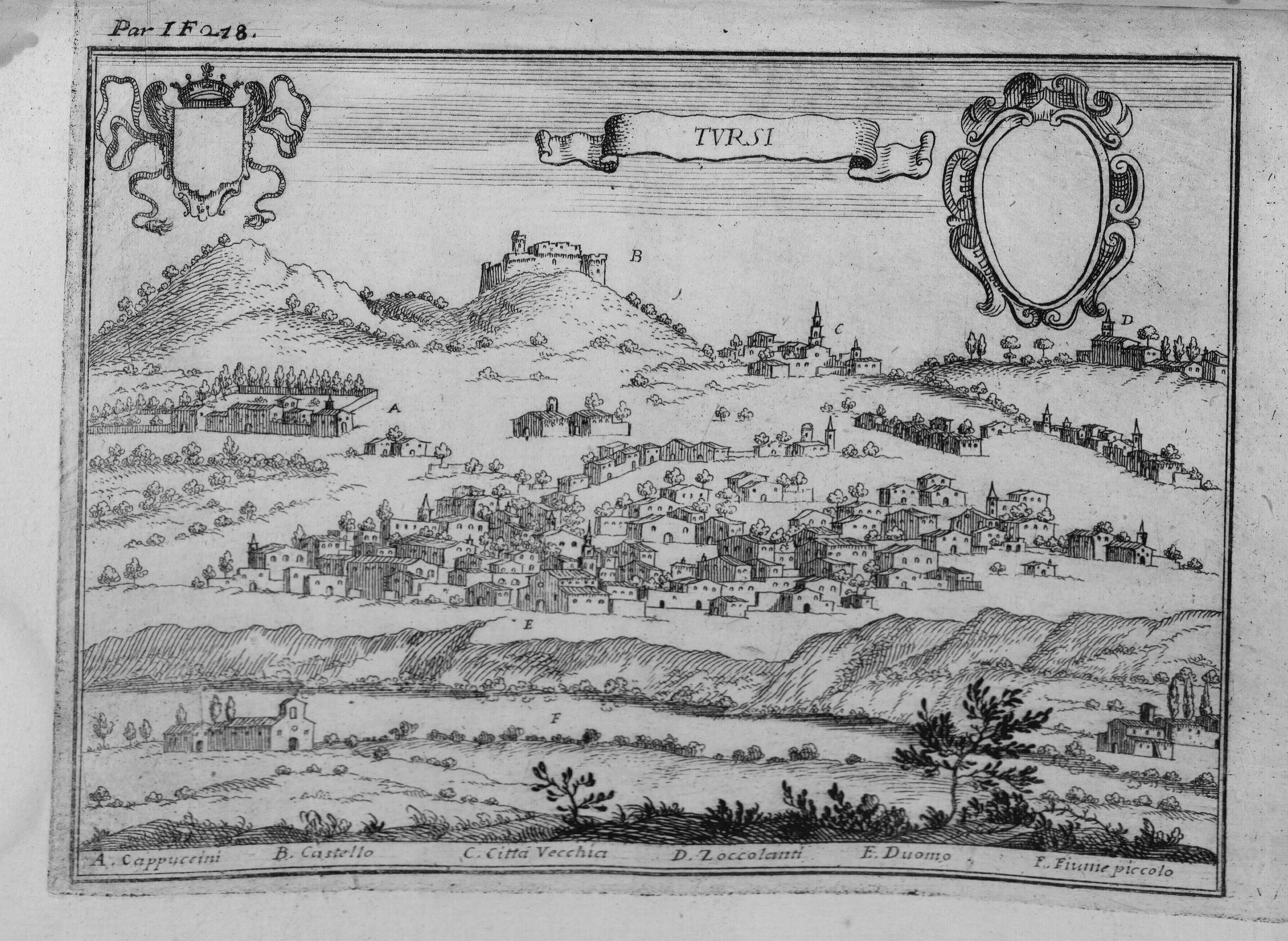
Illustrazione della città di Tursi effettuata da Francesco Cassiano De Silva tra il 1698-1702.

I primi insediamenti nel territorio di Tursi risalgono alla prima età del ferro, accertati da scavi archeologici nei pressi della frazione Anglona. Successivamente, nella stessa zona, si sviluppò tra il XV secolo a.C. e l'VII secolo a.C., grazie agli Enotri prima e agli Ioni poi, la città di Pandosia.
L'attuale nucleo storico cittadino verrà costruito molti secoli più tardi, quando nel 410 i Visigoti si stanziarono sulla collina dove costruirono una torre per meglio controllare le vallati circostanti. Saccheggiando i villaggi limitrofi, gli abitanti sopravvissuti si rifugiarono attorno al castello dando origine al primo borgo abitato della città.
Solo quattrocento anni dopo però il primordiale borgo prenderà la forma attuale. Difatti sotto il dominio saraceno l'abitato prenderà il nome di Rabatana e lo stile urbanistico arabo-musulmano che lo differenzia ancora oggi dal resto della città. Nei secoli successivi, ci sarà una leggera impronta bizantina e normanna nel castello e nelle nuove abitazioni, che costringerà l'abitato a espandersi verso la vallata sottostante, creando una netta distinzione all’interno del borgo. Questa divisione risultava ben visibile sia da un lato urbanistico, da una "città alta" e una "città bassa", sia da un lato socio-politico, dovuta alla presenza di un camerlengo della Rabatana.
Il primordiale nucleo situato a oriente del castello come insediamento rupestre, si è evoluto con la costruzione di un ribât sotto il dominio saraceno, mantenendo la sua facies rupestre ai quali si aggiunsero connotati della cultura araba nella tipologia e nell’organizzazione del tessuto urbano, nella rete viaria e nelle tecniche di canalizzazione delle acque. L'agglomerato urbano della Rabatana, incentrato attorno alla collegiata di Santa Maria Maggiore con l'ospedale di Santa Maria Maddalena era munito di vie labirintiche e compatte che alternano ripidi pendii ad abbozzati pianori e si articolava nelle piccole circoscrizioni che costituivano una concentrazione di domus palaziate. Il borgo, come attesta una bolla papale di Paolo III del 1545, risultava diviso in tre zone principali in concomitanza con le tre chiese più importanti del paese: La Rabatana, con la chiesa di Santa Maria Maggiore, risultava essere la parte più alta del abitato, la quale comprendeva il castello e la borgata intorno alla chiesa, detta dei Massitani. Immediatamente sotto, collegata alla precedente da una mulattiera impervia, era edificata la chiesa di San Michele Arcangelo con intorno il borgo che prenderà il nome della chiesa stessa. Infine, nella parte più bassa era collocata la cattedrale. Il primo collegamento tra la Rabatana e il resto dell'abitato, voluto fortemente dal duca Carlo Doria, fu un'enorme scalinata in pietra, detta petrizza e tuttora utilizzata, edificata nel 1594 che andò a sostituire la precedente e impervia mulattiera.

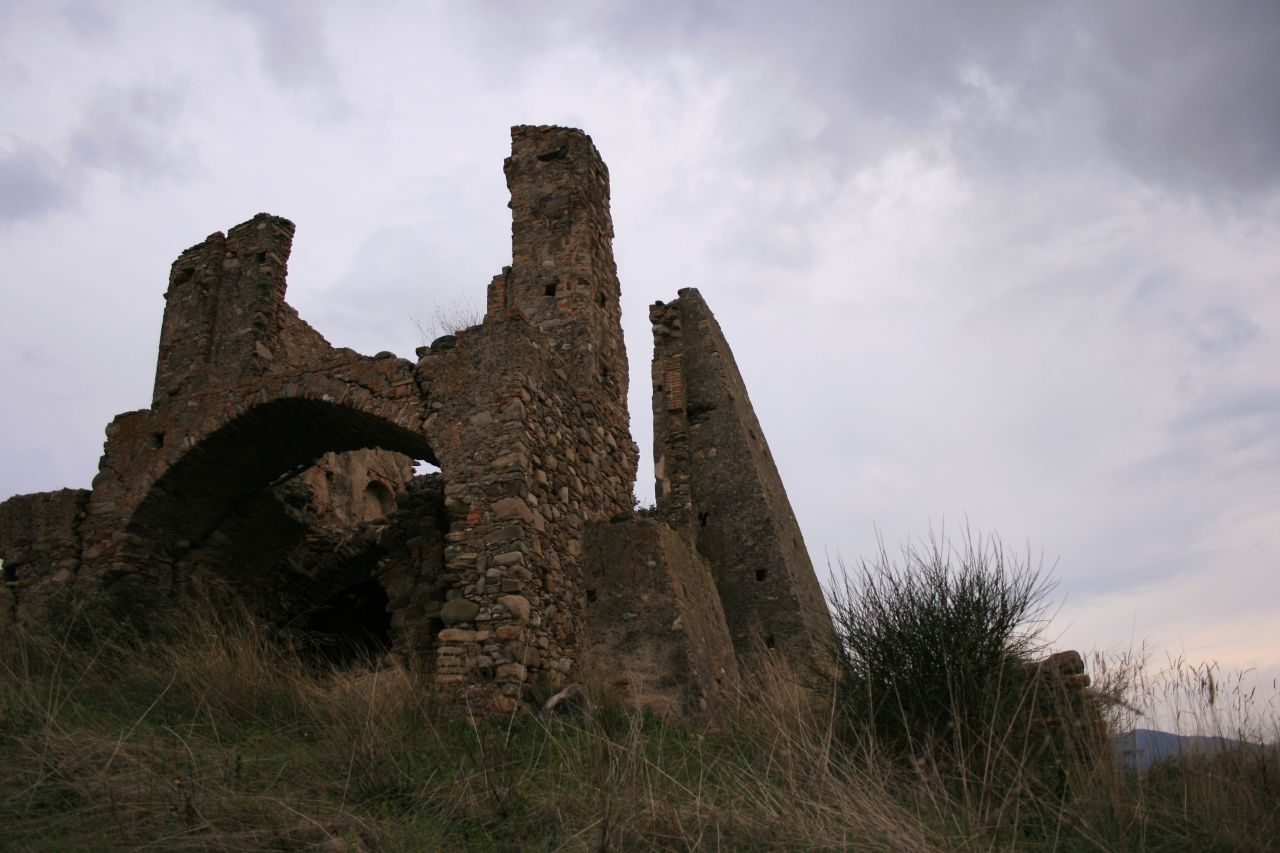
Rovine di un vecchio mulino, lungo il corso del torrente Pescogrosso.

La "città alta" era naturalmente difesa da ripidissimi strapiombi, i petti, rafforzati ulteriormente da strutture fortificate collegate al castello, nello specifico i due ponti levatoi ("di suso" e "di mezo") che confluivano verso le rispettive porte cittadine ("porta di suso" o di "Santo Biaso" e "porta de la mendola"). La "città bassa", caratterizzata dalla più diffusa presenza di costruzioni in alzato, si articolava tra numerose contrade fortemente integrate nell'ambiente naturale circostante con domus e casali immersi tra vigneti e oliveti e con la presenza di variegati mulini nei pressi dei ruscelli. La città, nel suo complesso, presenta una variegata tipologia edilizia che spazia dalle domus seu gripta e gripta cum planitie ante abitazioni di tipo rupestre per i ceti più umili, alle domus terranee, seu catogi, seminterrate nella roccia e composte da un solo vano polivalente, alle domus cum cammera terragna, unità abitative del ceto medio, alle domus seu lamia terranea, in muratura, alle domus mezane, elevate al livello del calpestio, alle domus suprane, con scale esterne, fino alle più articolate domus palaziate, per i ceti alti, abbellite con orti e giardini e dislocate attorno agli edifici religiosi.
L'illustrazione effettuata dal De Silva delinea la veduta di Tursi da monte San Martino a 324 m s.l.m., sulla sponda destra del torrente Pescogrosso e mostra come il nucleo sviluppatosi in epoca pre-normanna per fattori prevalentemente storici, morfologici e demici, si incentrò nell'intorno del castello secondo un processo di incastellamento e si ampliò successimentre, soprattutto tra il XV e il XVI secolo senza alcuna regolarità planimetrica, ma semplicemente a corona del Duomo consolidando una forma urbis moderna ed emarginandosi gradualmente dal nucleo storico. La veduta fa cogliere in modo prevalente il carattere agricolo della città, come succedeva per molti centri lucani di età moderna, nello specifico, la ruralità tursitana si rivela nella distribuzione dei quartieri, tra i quali si aprono agrumeti, orti e campi per il piccolo pascolo. Nel graduale popolamento delle campagne con le sparse residenze sub-urbane, vi nascevano quindi piccole cappelle e chiesette. In questo contesto evolutivo, verso la fine del XVI secolo, con la perdita delle funzioni militari che avevano qualificato il medioevo e la graduale trasformazione in area rurale di Tursi, l’antico castello di impianto pre-normanno, divenne sempre più marginale rispetto alla città, il quale con le sue torri cilindriche agli angoli dei baluardi, che avevano avuto una funzione di rilievo in epoca aragonese e nel periodo vicereale del Regno di Napoli, a fine seicento si innalza ormai solitario sul naturale strapiombo di arenaria.
Nei secoli successivi l'urbanizzazione dell'abitato è continuata gradualmente verso la valle, sviluppandosi in base ai piani regolatori, fino a raggiungere l'attuale insediamento.

### Suddivisioni storiche

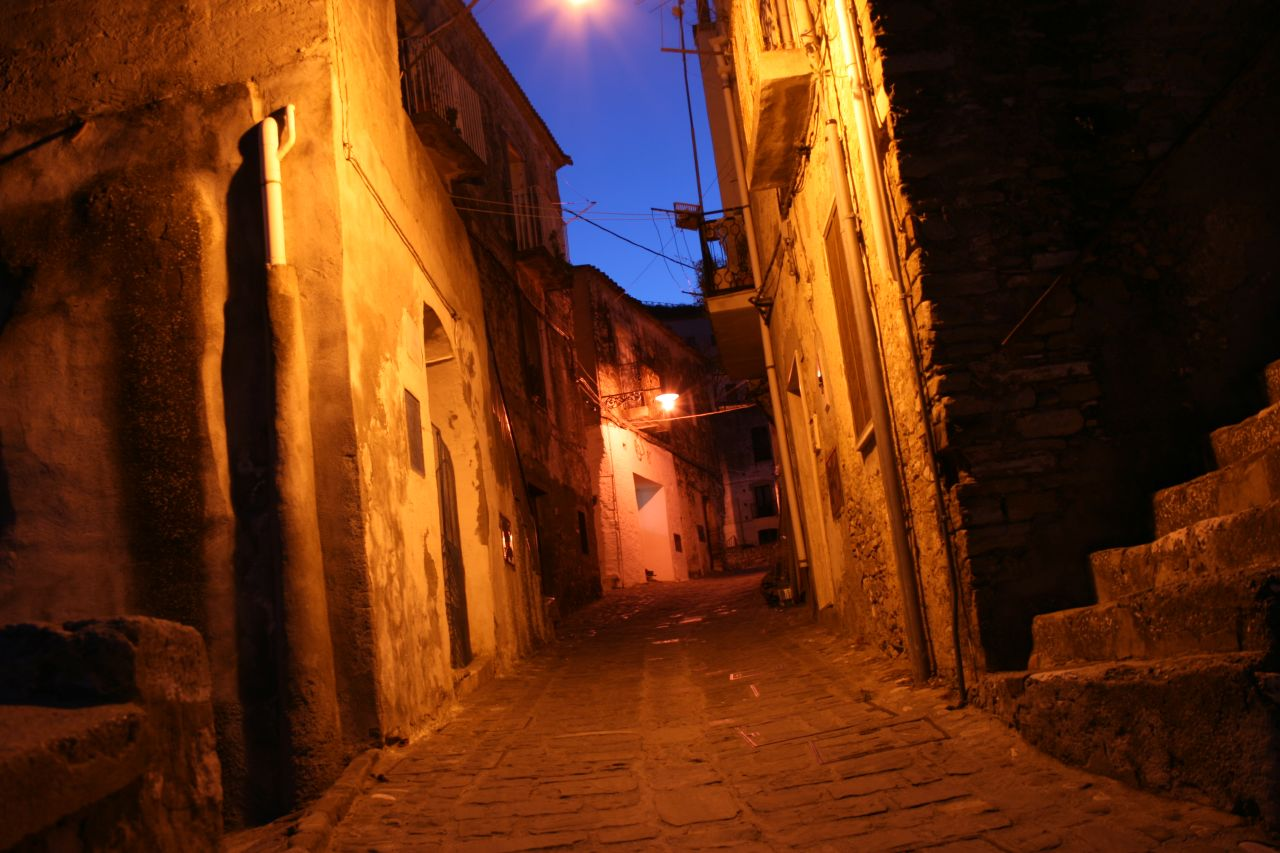
Viottoli del rione San Filippo.

Il centro abitato è suddiviso in diversi rioni, molti dei quali prendono il nome da una relativa chiesa o convento. Nella parte più storica della città vengono annoverati i rioni Rabatana, San Michele, San Filippo, Petto e Cattedrale edificati tra il X e il XVII secolo, i restanti, invece, sono di edificazione contemporanea.
Tra i più storici troviamo la Rabatana che è stato il primo rione abitato di Tursi. Sorto nella parte più alta della città, attorno al castello, nel V secolo, è stato edificato in un punto strategico per il controllo delle vallati sottostanti (valle del Sinni e valle dell'Agri). Il rione ancora oggi risulta quasi a sé stante del resto dell'abitato, collegato di fatto solo dalla "petrizza". Nel rione sono presenti i resti del castello e la chiesa collegiata di Santa Maria Maggiore. A sud, dopo la "petrizza" si trova il rione San Michele che prende il nome dall'omonima chiesa, ed edificato attorno al X secolo. Come struttura molto simile al precedente, ha case addossate l'una sull'altra e strade strette costruite in pietra. Nel rione è presente il palazzo Latronico, uno dei più grandi palazzi di Tursi, la chiesa di San Michele, ex cattedrale della diocesi e la casa natale del poeta Albino Pierro, ora adibita a biblioteca e parco letterario. Scendendo ancora la vallata verso sud, si trova il rione San Filippo che prende anch'esso il nome dall'omonima chiesa. Costruito attorno al XVII secolo, fino agli anni sessanta era il centro del paese e disponeva di tutti gli uffici pubblici successivamente spostati nell'attuale centro città. In questo rione è presente piazza Plebiscito, palazzo Brancalasso e la chiesa di San Filippo dedicata al culto del santo patrono. I viottoli, simili ai rioni precedente, sono in pietra e in prevalenza, stretti e ripidi. Il rione Petto o Pandosia edificato a est del precedente, prende il nome dall'estrema ripidità dei suoi viottoli. Le case del rione sono addossate le une sulle altre e quasi aggrappate alla ripida timpa sottostante. Il Petto collega il rione San Filippo al rione più recente Santi Quaranta. Il rione Cattedrale, prende il nome dalla presenza della cattedrale, è edificato a sud del rione San Filippo e ingloba di fatto la Catuba, zona esposta a ovest, e il Vallone, zona bassa e centrale della città. Nel rione sono presenti la cattedrale dell'Annunziata e il palazzo della curia diocesana che si affacciano sulla piazza Maria Santissima di Anglona, attuale centro della città. Sulla parte sud della piazza si affaccia anche l'attuale municipio e il monumento ai caduti.

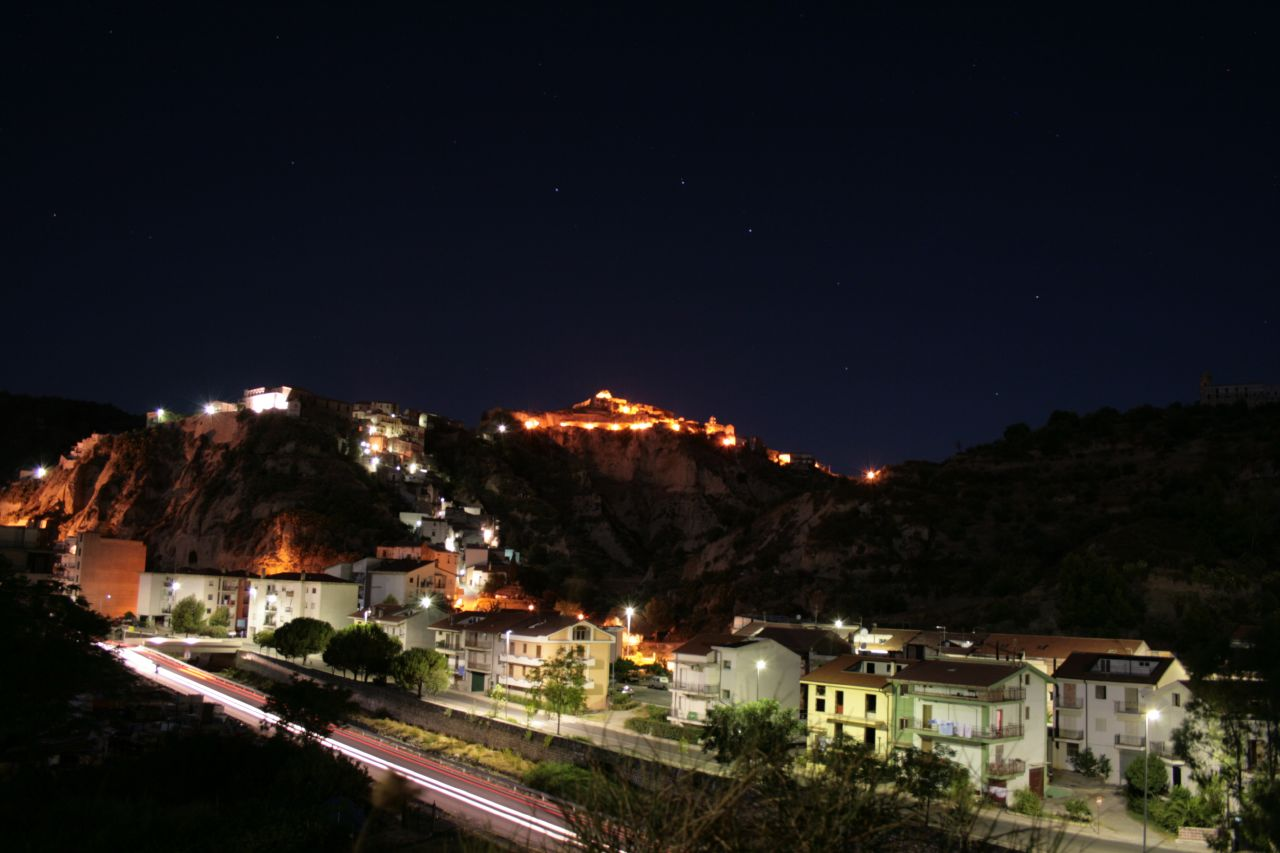
Parte del rione Santi Quaranta in basso, si intravede anche il rione Rabatana in alto e il rione Petto che collega i due.

Fuori dalla parte più storica della città troviamo il rione Costa, edificato a ovest del rione precedente. Nasce ai piedi della collina sulla quale spicca l'ex convento di San Rocco e prende il nome dalla posizione in cui è sorto, leggermente collinare, con un dislivello in salita. È separato orizzontalmente dal rione Piana tramite il corso principale detto via Roma. Lungo il corso sorgono la scuola media e la scuola elementare. Il rione Piana o Europa è stato edificato nello stesso periodo del rione Costa, e conserva la stessa struttura di abitazioni, costruite prevalentemente in tufo, e di strade, pavimentate con lastroni di pietra di tipo pavé. Sorge lungo la sponda destra del torrente Pescogrosso. Prende il nome Europa dalle sue vie intitolate a stati europei e il nome Piana poiché sorto in una zona estremamente pianeggiante. Nel 1983 il Pescogrosso straripò e molte abitazioni subirono gravi danni, solo successivamente vennero costruiti gli argini al torrente. Il rione Sant'Anna è stato edificato negli primi anni settanta lungo la sponda sinistra del torrente Pescogrosso. Prende il nome dal vecchio convento di Sant'Anna, struttura adibita poi a Istituto Professionale. Il rione Santi Quaranta è il più recente della città, le costruzioni sono cominciate verso la fine degli anni settanta. Edificato in una zona pianeggiante detta la "piana di Santi Quaranta", prosegue verso est lungo il corso del torrente. Prende il nome dalla piana omonima nella quale secondo un'antica leggenda furono trucidati 40 martiri cristiani; ma più probabilmente in ricordo ai Quaranta martiri di Sebaste. Nel rione è presente lo stadio, una scuola materna e la sede dell'ITCG "M. Capitolo" (Istituto Tecnico Commerciale, per Geometri e tecnico Turistico).

## Economia

### Agricoltura

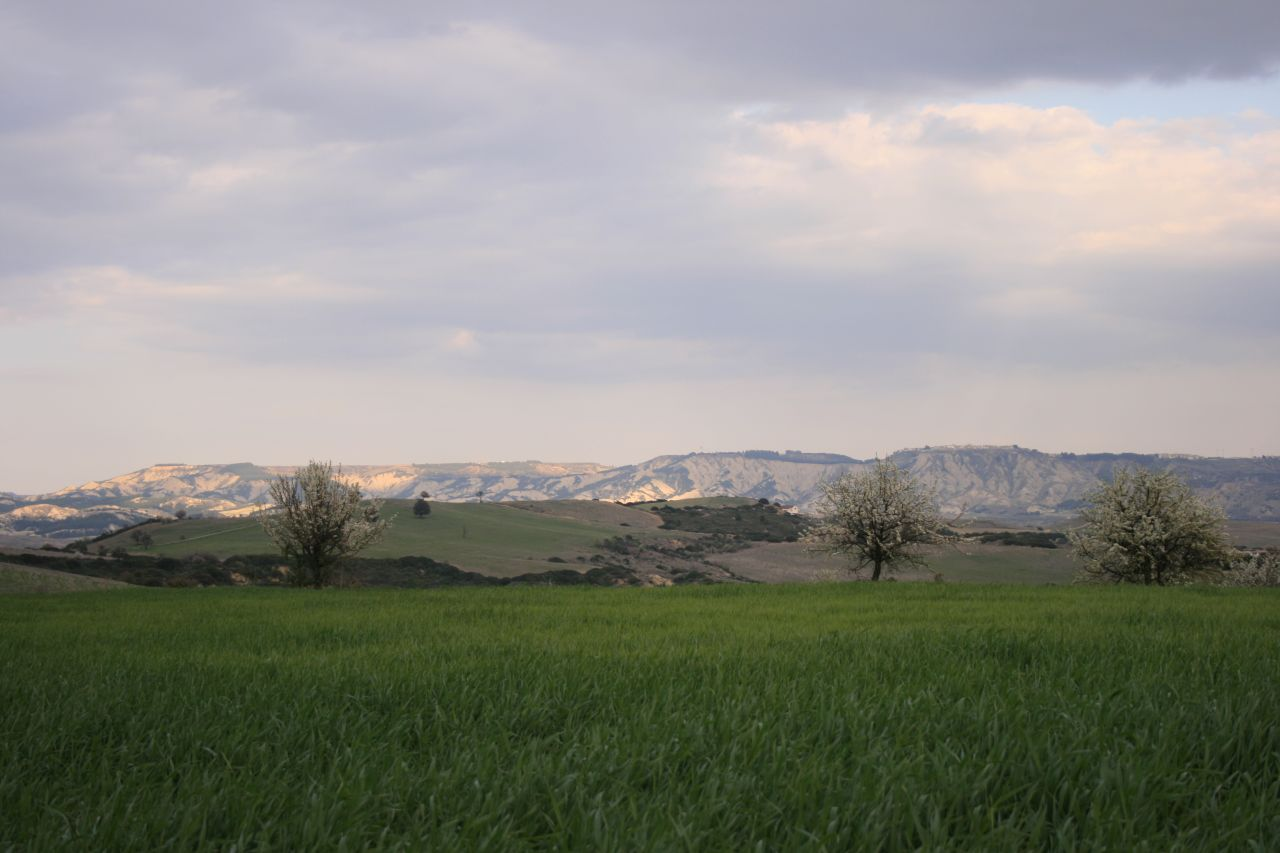
Campi in semina, ai piedi del colle di Anglona.

La città ha un'economia prevalentemente agricola, diffusissime sono le coltivazioni di agrumi e alberi da frutto.
Rinomate sono le arance di Tursi i partajall o "portogallo", importate attorno all'anno mille dai Saraceni, hanno subito, nel corso degli anni, una sorta di modifica genetica naturale che le ha rese uniche nella loro specie. Questo tipo di arancia denominata "Arancia Staccia" prende il nome da un antico gioco simile a quello delle bocce in cui si utilizzava la staccia (in lingua dialettale), una pietra piatta e levigata. Infatti l'arancia staccia è pressoché piatta e schiacciata ai poli, matura in marzo, ha un peso medio molto alto e può tranquillamente raggiungere un chilogrammo. L’arancia staccia si coltiva nel fondovalle dei fiumi Agri e Sinni e, ancora più nello specifico, nei comuni di Tursi e Montalbano Jonico, ma anche in quello di Colobraro, Valsinni e San Giorgio Lucano.
L'enorme diffusione delle coltivazioni di agrumi, negli ultimi secoli, nella vallata sottostante ad Anglona, gli hanno di fatto conferito il nome di "Vallone della Conca d'Oro", in quanto è stata una delle prime località d'Italia per la coltivazione delle arance. Il 30 gennaio 2007 grazie al "Consorzio per la Tutela e Valorizzazione dell'Arancia Staccia di Tursi e Montalbano Jonico" il frutto ha ricevuto la denominazione D.O.P.
Sono presenti coltivazioni di pesche (percoco bianco) di cui è stata richiesta l'indicazione geografica protetta, IGP.
Si coltiva anche la vite, da cui si ricava il Matera DOC e i peperoni da cui si ricava il classico Zafaran (pupàcce crusk in tursitano), anch'esso IGP.

### Allevamento
L'allevamento è abbastanza diffuso, come nel resto dell'entroterra lucano. I principali allevamenti sono ovini e caprini con la conseguente produzione di pecorino, di formaggi caprini e di carne d'agnello e capretto.

### Turismo
Il turismo ha registrato un forte aumento nell'ultimo ventennio sull'intera provincia. In particolare, nel periodo 1999-2016, i dati risultano più che triplicati su tutto il territorio provinciale. Le strutture tursitane più visitate restano gli edifici storici, come il santuario di Santa Maria Regina di Anglona, elevato a basilica minore nel 1999, e l'ex convento francescano, entrambi monumenti nazionali.
Il centro storico di Tursi, la Rabatana, riscontra un particolare afflusso di visitatori nei mesi estivi e soprattutto nel periodo natalizio, quando il rione viene utilizzato come sfondo per la rappresentazione del presepe vivente.

## Infrastrutture e trasporti

### Strade
I principali collegamenti che interessano il comune sono la strada statale 598 di Fondo Valle d'Agri a nord, che costeggia il corso del fiume Agri e la strada statale 653 della Valle del Sinni a sud che costeggia il corso del fiume Sinni. Entrambe collegano il comune tramite la strada provinciale 154.

### Ferrovie
La località è servita dalla stazione di Policoro-Tursi, posta sulla ferrovia Jonica, originariamente denominata Tursi-Policoro, assunse il nome attuale nel 1961.

## Amministrazione
| Periodo           | Periodo           | Primo cittadino            | Partito      | Carica  | Note |
| ----------------- | ----------------- | -------------------------- | ------------ | ------- | ---- |
| 30 marzo 2010     | 31 maggio 2015    | Giuseppe Domenico Labriola | Lista civica | Sindaco |      |
| 31 maggio 2015    | 21 settembre 2020 | Salvatore Cosma            | Lista civica | Sindaco |      |
| 21 settembre 2020 | in carica         | Salvatore Cosma            | Lista civica | Sindaco |      |

### Gemellaggi
- Genova, dal 2005[154][155]
- Valmontone, dal 2004[156]

## Sport
Dal 2007 l'AcsTursi basket è impegnata nel portare avanti uno dei primi sport della comunità. Nel 2016 nasce la Asd Tursi Calcio 2008, dallo scioglimento della precedente squadra TursiRotondella. La squadra milita dall'anno di fondazione nella categoria di promozione lucana. Nello stesso anno parallelamente alla prima squadra, nasce anche la squadra giovanile Asd Academy Tursi.

### Impianti sportivi
Tra gli impianti sportivi della città, troviamo il palasport intitolato a Pino Di Tommaso, lo Stadio Mimmo Garofalo, inaugurato il 3 giugno 2007 dagli allievi under 16 della Juventus, durante la prima partita dell'XI Coppa Gaetano Scirea. Lo stadio, situato in zona Pontemasone, ha una capienza di 500 spettatori, una tribuna coperta, spogliatoi e illuminazione notturna. In rione Santi Quaranta si trova il campo sportivo comunale, che viene utilizzato per gli allenamenti della società calcistica e le partite delle squadre giovanili. Nello stesso quartiere, è presente il campo da tennis "Nicola Russo" mentre in via Roma il campo di calcetto "Tonino Parziale".